# Geschichte Sachsens

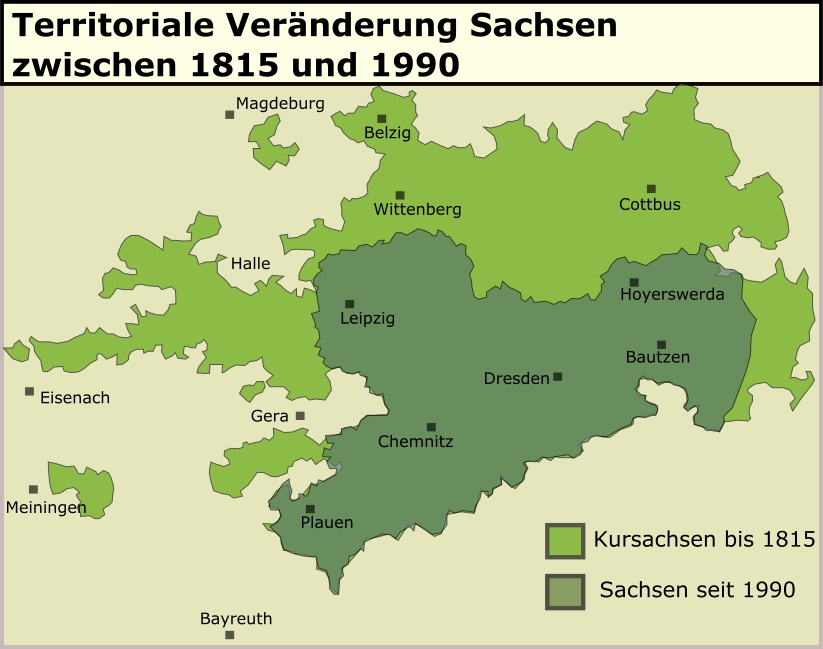
Territoriale Entwicklung Sachsens zwischen 1815 und 1990

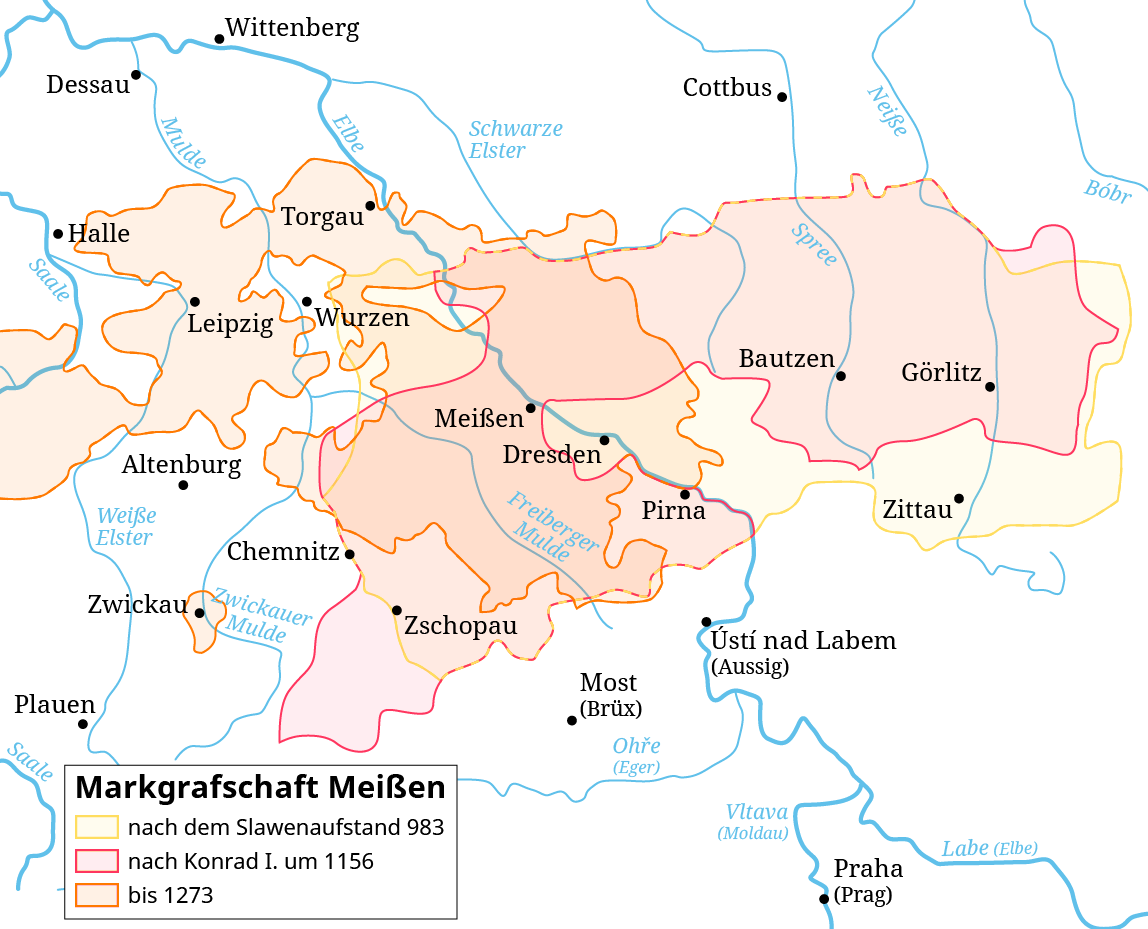
Territoriale Entwicklung der Mark Meißen, dem zwischen 930 und 1423 bestehenden Hauptvorläufer Sachsens; die Umfänge von 983 und 1156, sowie bis 1273 (nach dem Verlust des Bautzener Landes an Böhmen 1158 nach Westen verschoben)

Die Geschichte Sachsens umfasst die Entwicklungen auf dem Gebiet des deutschen Bundeslandes Freistaat Sachsen und historischer sächsischer Reiche, die dem Land als Namensgeber dienten, von der Urgeschichte bis zur Gegenwart. Zu den historischen sächsischen Reichen gehören jene Gebiete, die ab der zweiten Hälfte des 10. Jahrhunderts im Laufe der Zeit in den Besitz der Wettiner gelangt und von den Herzögen und Kurfürsten von Sachsen regiert wurden.
Seinen Namen hat das heutige Sachsen von dem untergegangenen frühmittelalterlichen Stammesherzogtum Sachsen, dessen Name vom historischen Volk der Sachsen in Norddeutschland abgeleitet wurde.

## Von der Steinzeit bis zur Gründung Meißens

### Stein-, Bronze-, Eisenzeit

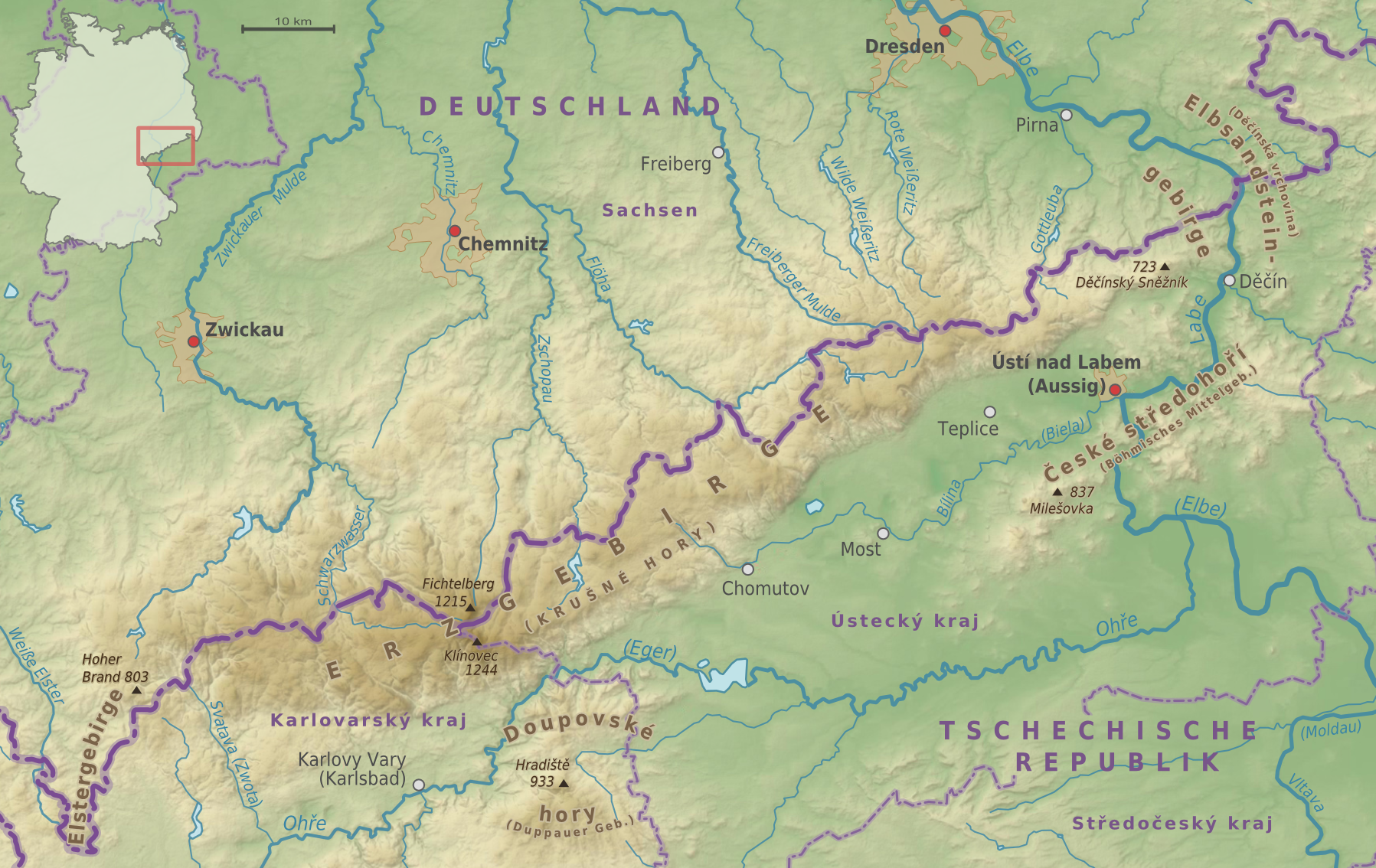
Der Grenzwald (Miriquidi) in den Höhenlagen des Erzgebirges als natürliche Grenze

Bereits in urgeschichtlicher Zeit hatte die Mittelgebirgslandschaft des südlichen Teils des heutigen Sachsens (Vogtland, Elstergebirge, Erzgebirge, Sächsische Schweiz und Lausitzer Gebirge) eine Grenzfunktion.
Für kulturelle Impulse aus dem Südosten Europas war die aus dem Böhmischen Becken kommende Elbe wichtig. Bedeutsame Gebirgspässe waren immer beim heutigen Oelsnitz/Vogtl., im mittleren Erzgebirge, in der Nähe von Sayda und am Lückendorfer Pass beim heutigen Zittau. Der Bergbau im Erzgebirge begann spätestens am Ende des 3. Jahrtausends v. Chr. mit dem Abbau von Zinngraupen an der Roten Weißeritz bei Schellerhau – siehe Metallverarbeitung in der Bronzezeit. Die dort vom Forschungsprojekt Archeo Montan entdeckten Bergbauspuren sind die derzeit ältesten in Europa.

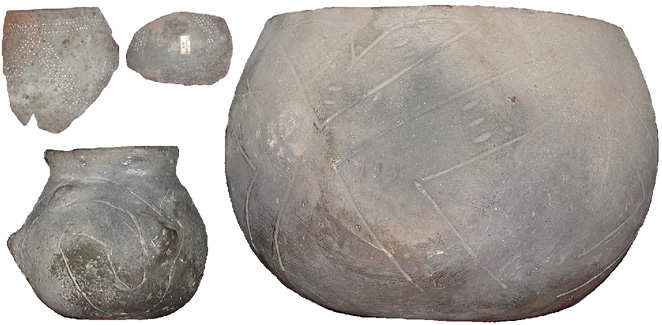
Bandkeramische Gefäße aus Mitteldeutschland im Bestand der ur- und frühgeschichtliche Sammlung der Universität Jena.

Im Neolithikum (Jungsteinzeit) und in der Bronzezeit wurden vor allem die großen Auen der Flüsse und deren Nebenflüsse besiedelt. Sie wurden in der Regel flussaufwärts besiedelt. Das Sächsische Hügelland war wegen der Bodenverhältnisse offenes Siedlungsland (etwa ein, nach Westen allerdings nicht abgegrenztes Gebiet zwischen den heutigen Städten Leipzig, Riesa, Großenhain, Bautzen, Meißen, Döbeln, Rochlitz, Geithain). Gleichrangige Siedlungsgebiete waren die Lausitzen, die von jeher intensive Verbindungen zur Oderlandschaft hatten.
Die erste jungsteinzeitliche Besiedlung erfolgte durch die Träger der Linearbandkeramischen Kultur (LBK) um 5500 v. Chr. aus Böhmen. Dorfanlagen der LBK sind beispielsweise aus Eythra bekannt, wo 20 Langhäuser und ein Brunnen freigelegt wurden. Bei Casabra wurde luftbildarchäologisch eine Siedlung mit Langhäusern von 40 bis 43 m Länge nachgewiesen, was für die LBK nichts Ungewöhnliches darstellt. Ein einzelnes Haus, das sich von Nord nach Süd erstreckt, weist allerdings mit 68 m Länge ein für das Sachsen dieser Kultur ungewöhnliche Maß auf. Dieses Gebäude war im Norden bis zu 6,5 m, im Süden bis zu 8 m breit.
Aus der nachfolgenden stichbandkeramischen Kultur 4800 bis 4600 v. Chr. stammen die Erdwerke von Dresden-Nickern. Eine dieser Anlagen hatte ca. 150 m im Durchmesser und bestand aus Gräben, Erdwällen und Palisaden.
Vereinfacht für die Zeit ca. 4000–500 v. Chr.: Nach der Trichterbecherkultur entstand in der Bronzezeit aus der Schnurkeramik- und der Glockenbecherkultur die Aunjetitzer Kultur. Ihr folgte die Lausitzer Kultur.
Funde im Vogtland, bei Teplice und Halle lassen auch ein keltisches Vordringen auf das Gebiet des heutigen Sachsen als wahrscheinlich erscheinen.

### Die germanische Besiedlung bis zum 6. Jahrhundert
Ein Großteil des sächsischen Raumes gehörte zum Einflussgebiet des suebischen Stammes der Hermunduren und von anderen, namentlich nicht bekannten elbgermanischen Kleinstämmen. 17 n. Chr. kam es in der Leipziger Tieflandsbucht zum Kampf zwischen dem Cheruskerbund und dem Markomannenbund unter König Marbod, aus dem kein eindeutiger Sieger überliefert ist. Des Weiteren zog der Stamm der Langobarden im Verlauf der Völkerwanderung die Elbe aufwärts und somit auch durch weite Teile des heutigen Sachsens. Besondere Bedeutung für den Raum Sachsen hatte der Stamm der Thüringer. Nordwestsachsen gehörte gesichert zum ursprünglichen thüringischen Stammesgebiet. Zu Beginn des 5. Jahrhunderts gerieten die Thüringer in Abhängigkeit von den Hunnen unter Attila, der sein Reich damit auch auf Mitteldeutschland ausdehnen konnte. Nach dem Abzug der Hunnen und dem Zerfall des Hunnenreiches konnte sich in der zweiten Hälfte des 5. Jahrhunderts ein eigenständiges thüringisches Königreich etablieren. Die Ostgrenze dieses Reiches zog sich durch das heutige Sachsen; ihr Verlauf ist heute unbekannt.

### Die slawische Besiedlung bis zum 10. Jahrhundert

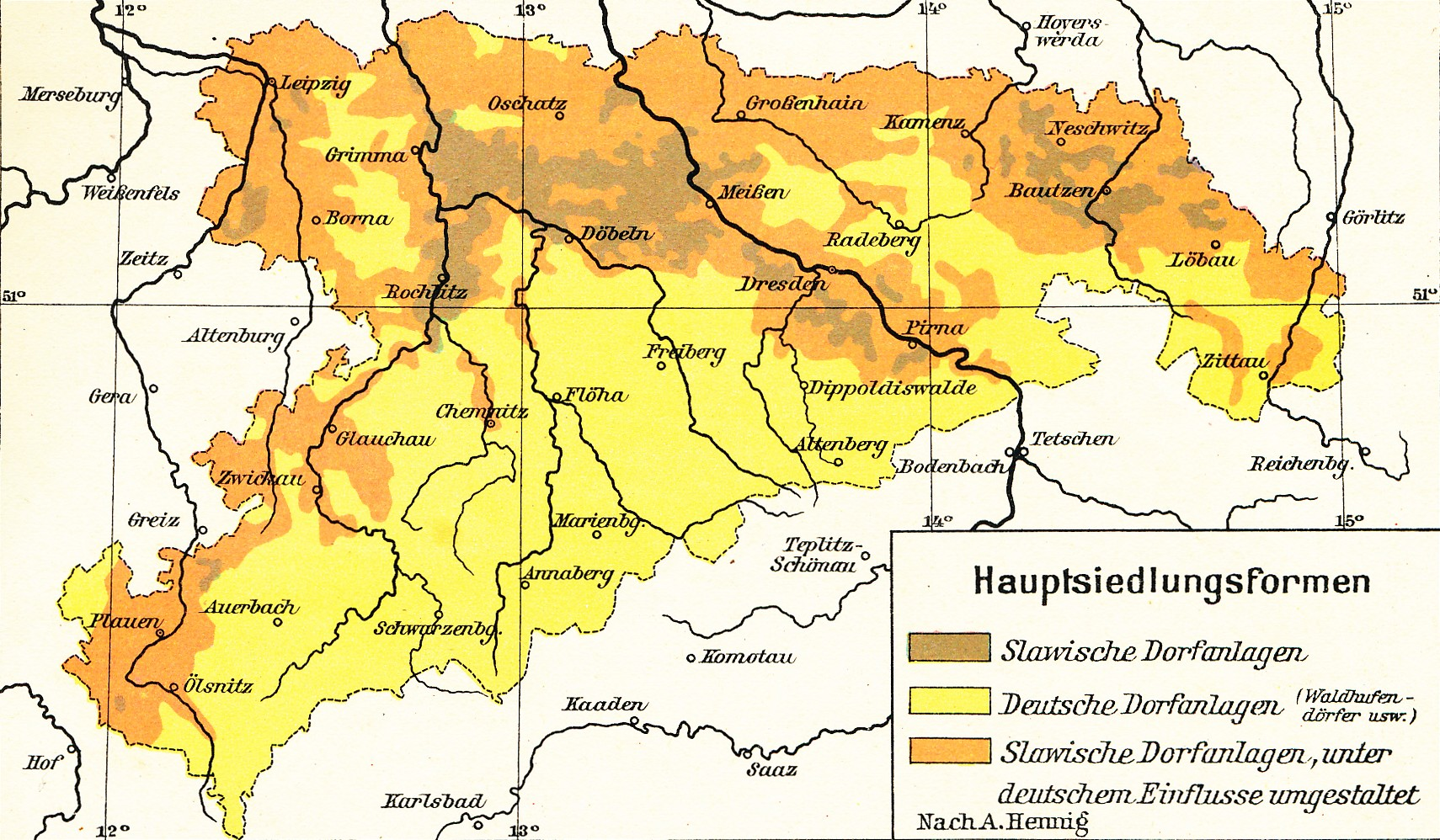
Karte der Hauptsiedlungsformen in Sachsen (slawische Siedlungen in braun und orange)

Das Fränkische Reich bis 814

Nach der Niederlage der Thüringer gegen die Franken im Jahre 531 n. Chr. fielen die südlichen Gebiete des Königreiches unter fränkische Herrschaft, die nördlichen Gebiete unter sächsische (heutiges Niedersachsen). Die Gebiete östlich der Saale konnten von den Franken nicht gehalten werden und wurden im ausgehenden 6. Jahrhundert von den westslawischen Sorben beherrscht und verstärkt besiedelt.
Teile des heutigen Sachsen wohl bis zur Elster und Pleiße, vielleicht sogar stellenweise bis zur Mulde, gehörten vermutlich schon seit der Mitte des 9. Jahrhunderts zur Sorbischen Mark und standen damit in loser Abhängigkeit vom Fränkischen Reich. Ihren Namen erhielt diese Grenzmark von dem östlich davon siedelnden Stammesverband der Sorben. Die Gebiete an der Elbe und in der Lommatzscher Pflege waren von den slawischen Daleminziern besiedelt, in der Oberlausitz saßen die Milzener und Besunzane.

## Die Mark Meißen im Mittelalter
Die Daleminzier wurden 929/930 in einem großangelegten Heereszug von König Heinrich I. besiegt, ihre Hauptburg Gana zerstört und auch dieses Gebiet in das Reich eingegliedert. Während der Ungarneinfälle ließ Heinrich 929 bis 931 zur dauerhaften Beherrschung und Sicherung des neuerworbenen Landes auf einem Felsplateau an der Mündung der Triebisch in die Elbe die Burg Meißen (Misina, Misni) gründen, die Namensgeberin der Mark Meißen und die „Wiege des heutigen Sachsens“ wurde.
Die Eroberungen slawischer Länder setzte sich unter Kaiser Otto I. durch den Markgrafen Gero fort. Unter dem Terminus sächsische Ostmark versteht sich kein Vorläufer Sachsens, sondern lediglich ein großes Territorium, das bis ins nördliche heutige Brandenburg reichte und von dem Tribut gesammelt wurde. Nach heutigem Forschungsstand hat eine derartige Markgrafschaft mit Gero als königlichem Amtswalter nicht existiert.
Zwischen 985 und 1002 fanden erste Münzprägungen in Meißen statt. Es sind die Münzen vom Typ Sachsenpfennige mit der Inschrift EKKIHART und MISSNI. Einen Burggrafen gab es wahrscheinlich seit 965, belegt ist er allerdings erst 1068. 968 wurde das Bistum Meißen durch Kaiser Otto I. gegründet, Bischofssitz wurde wiederum die gleichnamige Burg. Der Markgraf bzw. die Markgrafschaft wurden 1046 erstmals als Marchia Misnensis erwähnt. Bis 1089 herrschten verschiedene Adelsgeschlechter in der Mark Meißen. In dem Jahr übernahmen die damals sich selbst noch nicht so bezeichnenden Wettiner die Markgrafschaft.

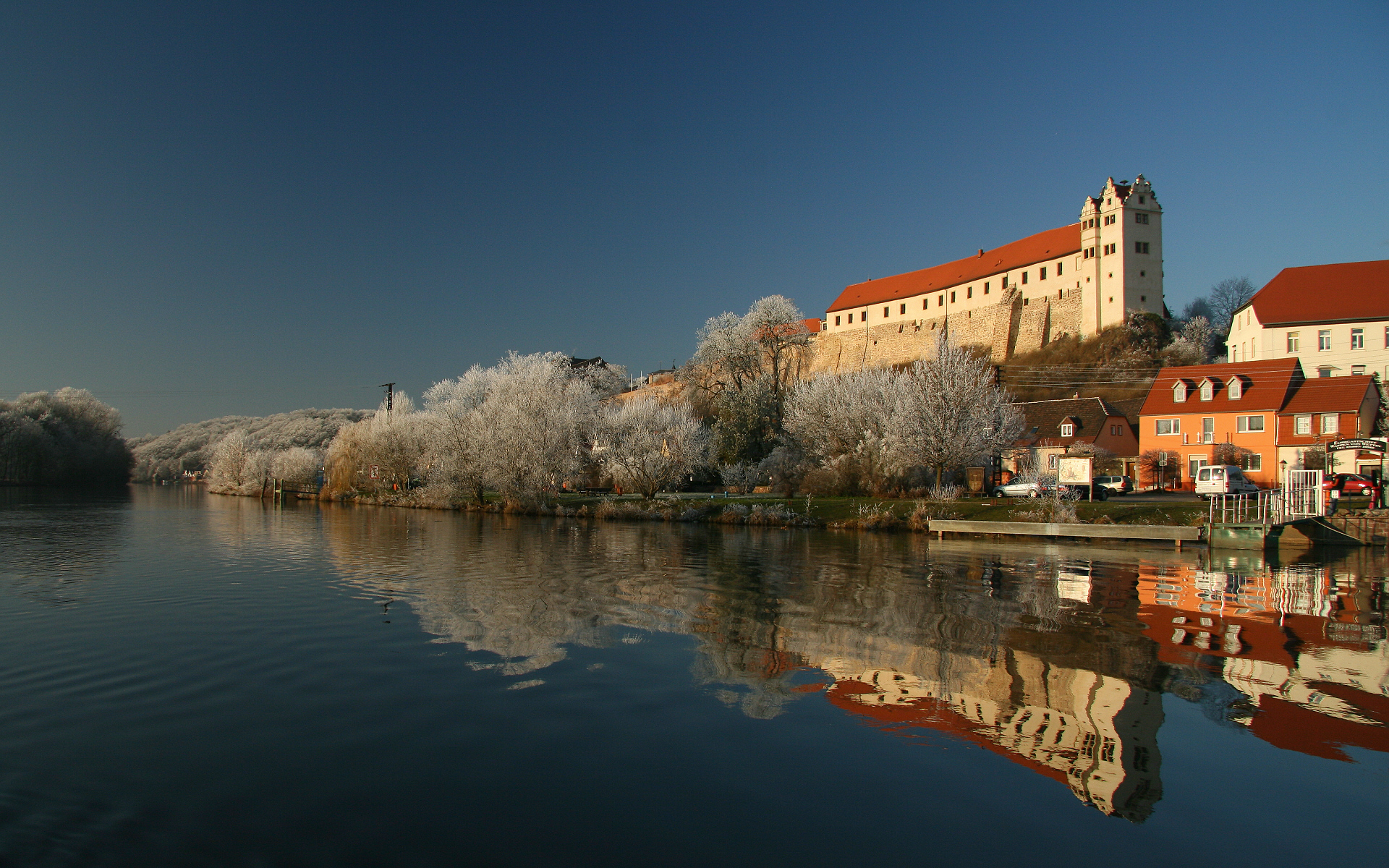
Die Burg Wettin

Der Name Wettin für dieses Geschlecht taucht in den Quellen erst im 12. Jahrhundert auf und bezieht sich auf den Stammsitz, die Burg Wettin an der Saale nordwestlich von Halle (Saale). Ein männlicher Spross dieses Geschlechts vermählte sich 1089 mit der Witwe des Markgrafen, aus dieser Ehe ging ein Sohn hervor, Heinrich I. von Eilenburg (1070 bis 1103), der erste Wettiner, der 1089 mit der Mark Meißen belehnt wurde. Dessen Nachfolger, sein Sohn, war Heinrich II. von Eilenburg. Dieser starb, ohne Nachkommen zu hinterlassen, deshalb ging der Titel des Markgrafen auf seinen Vetter Konrad den Großen (1123 bis 1156). Nachfolger Konrads wurde sein Sohn, Otto der Reiche, Markgraf von 1156 bis 1190. In seine Regierungszeit fällt die Gründung Leipzigs 1165 (Ersterwähnung 1015) als er, der Markgraf, dem Ort an der Kreuzung der Via Regia mit der Via Imperii Stadtrecht und Marktprivileg erteilte, die Entdeckung der Silbervorkommen beim jetzigen Freiberg 1168/70 und die Gründung der Stadt Freiberg als „freie Stadt auf dem Berge“ um 1170. Außerdem wurde vermutlich um 1185/90 die Stadt Chemnitz gegründet, die damals nicht zur Mark Meißen gehörte, sondern als Reichsstadt dem Kaiser unterstand. Otto der Reiche erwarb verschiedene Territorien, so unter anderem Weißenfels, dem er 1185 das Stadtrecht verlieh. Das von den Burggrafen von Dohna gegründete Dresden wurde 1206 erstmals urkundlich erwähnt.

## Das askanische Herzogtum Sachsen (1180 bis 1422)

Gebiet des 1180 entstandenen askanischen Herzogtums Sachsen um das Jahr 1235 (grün hinterlegt), bestehend aus Teilen des ehemaligen Herzogtums Sachsen um Wittenberg und bei Lauenburg und dem Hadelner Gebiet

1180 wurde der mächtige Reichsfürst Herzog Heinrich der Löwe entmachtet und sein Herzogtum Sachsen geteilt: Der westliche Landesteil wurde als Herzogtum Westfalen dem Erzbischof von Köln unterstellt. Mit dem östlichen Landesteil, das den Namen Sachsen weiter trug, wurden der Askanier Bernhard III. (Sachsen), Sohn Albrechts I. (Brandenburg) belehnt. Nach dem Tod von Bernhard III. um den Jahreswechsel 1211/12 auf seiner Burg Bernburg an der Saale wurde die askanische Herrschaft beim Bernburger Erbfall zwischen den beiden Söhnen Albrecht und Heinrich geteilt. Albrecht erbte dabei den sächsischen Herzogstitel und Gebiete um Aken (Elbe) und Wittenberg, während Heinrichs Erbteil sich später zum Fürstentum Anhalt weiter entwickelte. In der Folge dieser Teilung überschritt der Name Sachsen im Zuge der historischen Namensverschiebung die alte Kulturgrenze der Elbe-Saale-Linie. Aus dem herzoglich-sächsischen Erbteil gingen 1296 die askanischen Herzogtümer Sachsen-Lauenburg und Sachsen-Wittenberg hervor. 1356 wurden die Wittenberger Askanier durch die Goldene Bulle zu Kurfürsten erhoben.
Mit dem Tod von Albrecht III. 1422 starben die Wittenberger Askanier im Mannesstamme aus. In der Folge erhoben sowohl die lauenburgischen Askanier unter Herzog Erich V. als auch die Meißner Wettiner in Person von Friedrich I. Anspruch auf Sachsen-Wittenberg und die damit verbundene Kurwürde. 1423 verlieh König Sigismund das Kurfürstentum Sachsen an die meißnischen Wettiner, womit auch die Kurwürde an die Wettiner überging und der Name Sachsen elbaufwärts wanderte. Die Lauenburger Herzöge erhielten jedoch ihren Anspruch auf Herzogtum und Kurwürde weiter aufrecht.

## Die Pfalzgrafschaft Sachsen

Wappen der Pfalzgrafschaft Sachsen

König Otto I. hatte im südlichen Teil des Herzogtums Sachsen, in der Saale-Unstrut-Region die Pfalzgrafschaft Sachsen eingerichtet. Der erste sächsische Pfalzgraf aus dem Hause Goseck war Burchard (1003 bis 1017, Enkel des Dedi). Mit dem Tode Friedrich V. im Jahr 1179 erlosch die Linie der Pfalzgrafen aus dem Hause Goseck. Die Pfalzgrafschaft Sachsen wurde im gleichen Jahr von Kaiser Friedrich Barbarossa an Ludwig den Frommen aus dem Geschlecht der Ludowinger verliehen. Dieser überließ sie 1181 seinem Bruder Hermann. Nach Hermanns Tod 1217 fiel die Pfalzgrafschaft an dessen Sohn Ludwig.
Als Ludwig IV. auf einem Kreuzzug 1227 ums Leben kam, übernahm sein Bruder Heinrich Raspe für Ludwigs minderjährigen Sohn Hermann II. die Regierungsgeschäfte. Hermann II. starb 1241 im Alter von 19 Jahren und Heinrich Raspe übernahm offiziell die Herrschaft. Da auch Heinrich Raspe kinderlos blieb, erwirkte er 1242 bei Kaiser Friedrich die Eventualbelehnung seines wettinischen Neffen Heinrich der Erlauchte mit der Pfalzgrafschaft Sachsen sowie der Landgrafschaft Thüringen.
Nach dem Tod des Wettiners Heinrich des Erlauchten wurde der Welfe Herzog Heinrich I. Fürst von Braunschweig-Grubenhagen († 1322) sächsischer Pfalzgraf.
Im Jahr 1363 wurde erstmals eine Pfalzgrafschaft Sachsen-Allstedt genannt.

## Das sächsische Kurfürstentum bis zur Leipziger Teilung (1423 bis 1485)

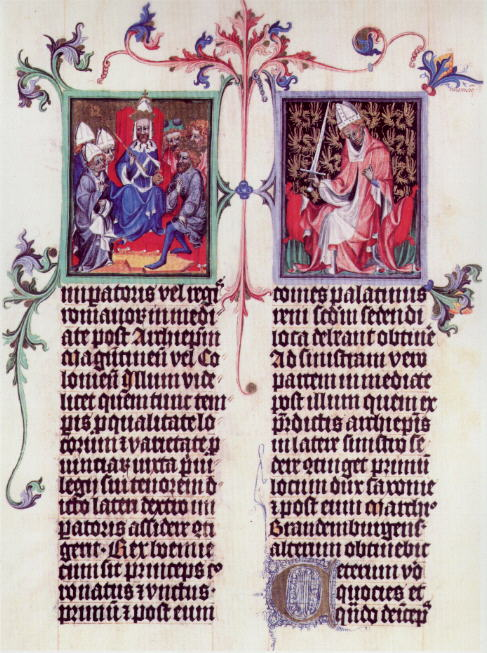
Seite aus einer Handschrift der Goldenen Bulle Karls IV.

Nach dem Aussterben der askanischen Herzöge von Sachsen-Wittenberg konnten die Wettiner 1423 zur Markgrafschaft Meißen und ihren thüringischen Besitzungen das Herzogtum Sachsen hinzugewinnen: Am 6. Januar 1423 belehnte König Sigismund den Meißner Markgrafen Friedrich den Streitbaren aus dem Adelsgeschlecht der Wettiner mit dem Herzogtum Sachsen-Wittenberg. Mit diesem Territorium an der mittleren Elbe war gemäß der Goldenen Bulle von 1356 auch die Kurwürde verbunden: Seitdem waren die meißnischen Wettiner auch Herzöge und Kurfürsten von Sachsen und gehörten damit zu den bedeutendsten Fürsten im Reich.
Schnell breitete sich der Name ihres wichtigsten Territoriums Sachsen auf alle von ihnen beherrschten Länder aus. In ihrer Titulatur zählten die Wettiner aber zumeist ihre ganzen Besitzungen auf: sie waren Kurfürsten und Herzöge von Sachsen, Markgrafen von Meißen, Landgrafen von Thüringen usw. Auch dauerte es sehr lange, bis die verschiedenen Länder zu einem einheitlichen Staatswesen zusammengewachsen waren, was durch die bis ins 17. Jahrhundert immer wieder vorgenommenen Landesteilungen nicht eben erleichtert wurde.
Die wettinischen Lande gehörten nicht nur wegen ihrer Größe, sondern auch wegen ihrer Wirtschaftskraft zu den bedeutendsten Territorien des Reiches. Die Meißener Markgrafen und Kurfürsten konnten bedeutende Einnahmen aus dem Silberbergbau im Erzgebirge ziehen, sie geboten mit Leipzig über eines der wichtigsten Handelszentren im Reich und schon im 14. Jahrhundert hatten sie mit der so genannten Amtsverfassung eine fast flächendeckende Verwaltung geschaffen, die dem Hof aus den einzelnen Ämtern stabile Einnahmen zuführte. Durch Bergbau und Handel war im Sachsen des 15. Jahrhunderts viel Geld im Umlauf, wodurch auch die anderen Wirtschaftszweige nachhaltig belebt wurden. Der von den Kurfürsten in der Landeshauptmünzstätte Freiberg geprägte Meißner Groschen war weit über die Grenzen der wettinischen Lande hinaus eine anerkannte Währung.
Im Jahr 1446 kam es zum Sächsischen Bruderkrieg, nachdem der Plan der Altenburger Teilung von den zerstrittenen Brüdern Friedrich II. und Wilhelm III. abgelehnt wurde. Erst mit dem Naumburger Frieden von 1451 wurde der Streit beigelegt. Das Nachspiel des sächsischen Bruderkrieges war der Altenburger Prinzenraub im Juli 1455, als der Ritter Kunz von Kauffungen die Prinzen Ernst und Albrecht aus der Burg in Altenburg entführte.
Am 17. Juni 1485 vereinbarten die Brüder Ernst und Albrecht der Beherzte in Leipzig die Trennung ihres Besitzes, den sie bisher gemeinsam regiert hatten. Damit entstanden die beiden wettinischen Linien der Ernestiner und der Albertiner. Der ältere Bruder Ernst erhielt das Herzogtum Sachsen um Wittenberg herum, mit dem die Kurwürde verbunden war, dazu auch die thüringischen Gebiete und Gebiete in der Mark Meißen. Albert regierte als Herzog von Sachsen, den größeren Teil der meißnischen Gebiete mit den Städten Leipzig und Dresden (siehe dazu auch Leipziger Teilung sowie Sächsischer Münzstreit).

## Von der Leipziger Teilung zum Schmalkaldischen Krieg (1485 bis 1547)

### Ernestinische Linie
Ernst starb schon 1486. Sein Sohn Friedrich der Weise wurde sein Nachfolger. Er gründete 1502 die Universität Wittenberg und holte 1505 Lucas Cranach den Älteren als Hofmaler dorthin. Von Wittenberg aus verbreitete sich die Reformation. Er versteckte Martin Luther auf der Wartburg. Friedrich der Weise starb 1525, Nachfolger wurde sein Bruder Johann der Beständige. 1527 wurde die Evangelisch-Lutherische Landeskirche gegründet, deren „oberster Bischof“ der Kurfürst war. Der 1530 zur Verteidigung der Reformation gegründete Schmalkaldische Bund der evangelischen Reichsstände stand unter Führung Kursachsens und Hessens.

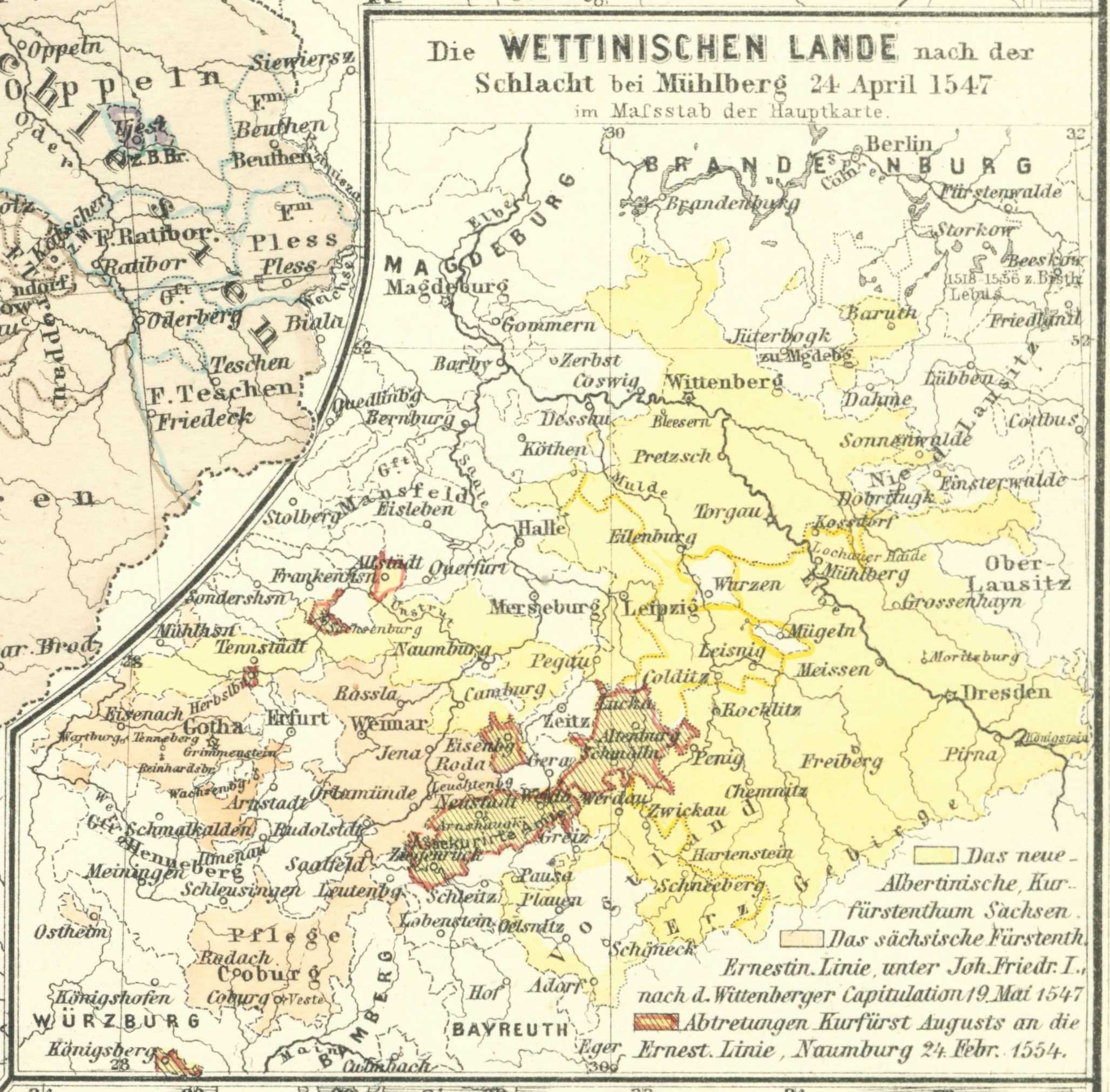
Die Wettinischen Lande nach der Schlacht von Mühlberg 1547 (Karte von 1875)

1532 starb Johann, Nachfolger wurde sein Sohn Johann Friedrich. 1546 führten die Spannungen zwischen Kaiser und Schmalkaldischem Bund zum Schmalkaldischen Krieg, den der Bund in der Schlacht bei Mühlberg 1547 verlor. Johann Friedrich musste die Kurwürde und den Großteil seiner Besitzungen einschließlich der Stadt Zwickau an seinen Vetter Moritz von Sachsen abtreten. Ihm blieben nur die thüringischen Besitzungen, die nach seinem Tod 1554 unter seine Söhne aufgeteilt wurden (siehe Geschichte Thüringens).

### Albertinische Linie

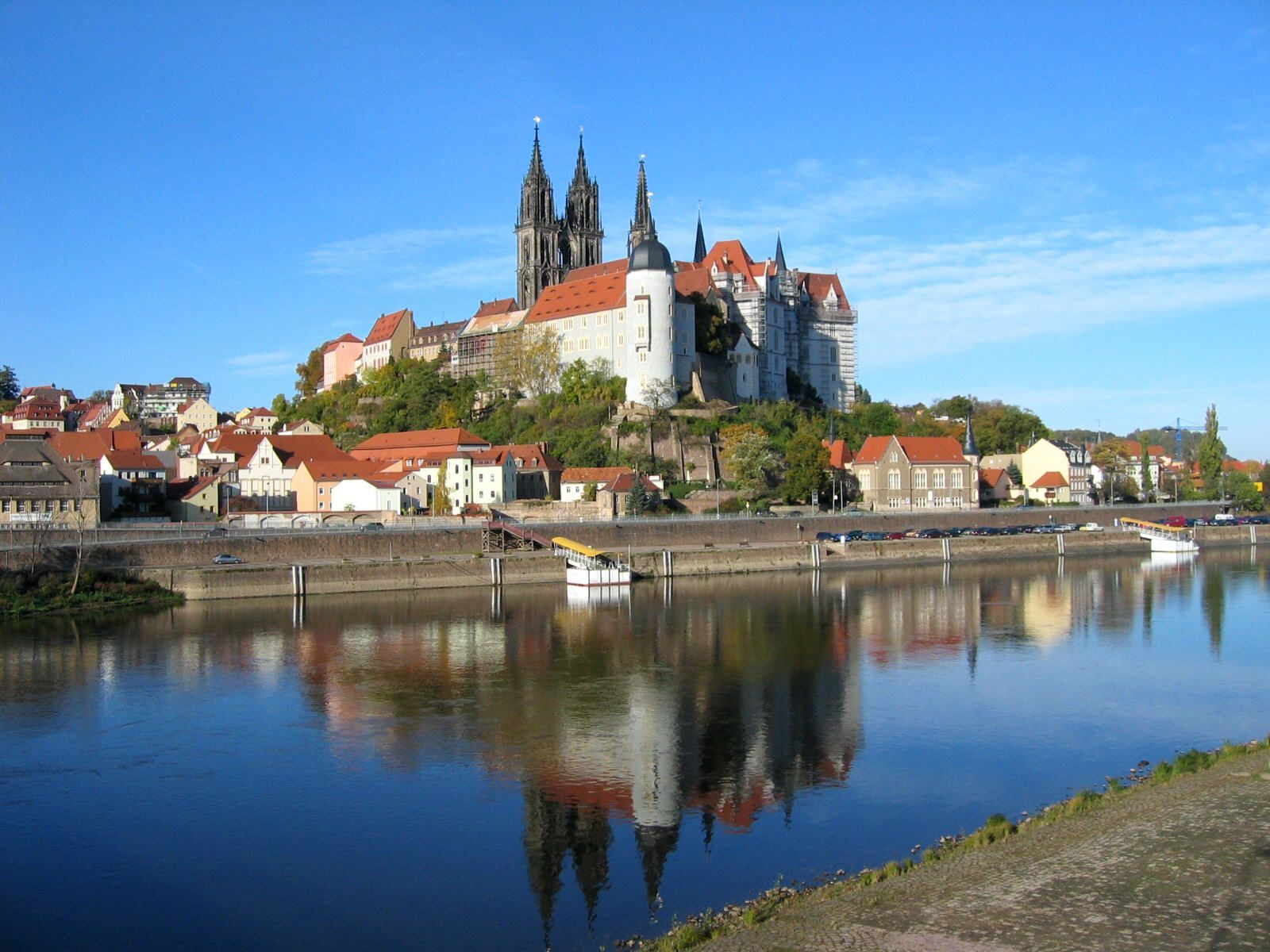
Albrechtsburg und Dom in Meißen

Albrecht der Beherzte wählte Dresden statt Meißen als Residenz. Er starb 1500 bei Kämpfen in Friesland. Sein Sohn Georg der Bärtige war ein entschiedener Gegner der Reformation. In der Sächsischen Fehde, die er 1514 bis 1517 gegen den ostfriesischen Grafen Edzard I. (1462 bis 1528) führte, fanden die Kriegshandlungen überwiegend auf ostfriesischem Boden statt und zerstörten ganze Landstriche. In dieser Fehde kam eine sächsische Flotte von 10 Schiffen einschließlich eines Admiralsschiffs auf der Ems zum Einsatz, die jedoch schon 1514 von einer Flotte aus Emden zerstört wurde.
Erst als nach Georgs Tod 1539 sein Bruder Heinrich der Fromme Herzog wurde, kam das Herzogtum zum Protestantismus. Nach dessen Tod 1541 wurde sein Sohn Moritz Herzog. Moritz verbündete sich mit dem Kaiser gegen den Schmalkaldischen Bund. Nach der Schlacht bei Mühlberg 1547 bekam er die Kurwürde und große Teile der bisherigen kursächsischen Besitzungen. Alle bis dahin in Betrieb gewesenen Münzstätten kamen in seinen alleinigen Besitz. Die zwischen den ernestinischen und albertinischen Fürsten bestandene Münzgemeinschaft wurde beendet. Moritz münzte nunmehr unter seinem alleinigen Namen in seinen Münzstätten Annaberg, Freiberg und Schneeberg. Die Buchholzer Münzstätte wurde mit der Annaberger Münze vereinigt und der Münzbetrieb in Buchholz beendet. Die Münztrennung unter Moritz zwischen den beiden sächsischen Linien war endgültig.

## Das Kurfürstentum Sachsen (1547 bis 1806)

### Im Zeitalter der Konfessionalisierung (1547 bis 1650)

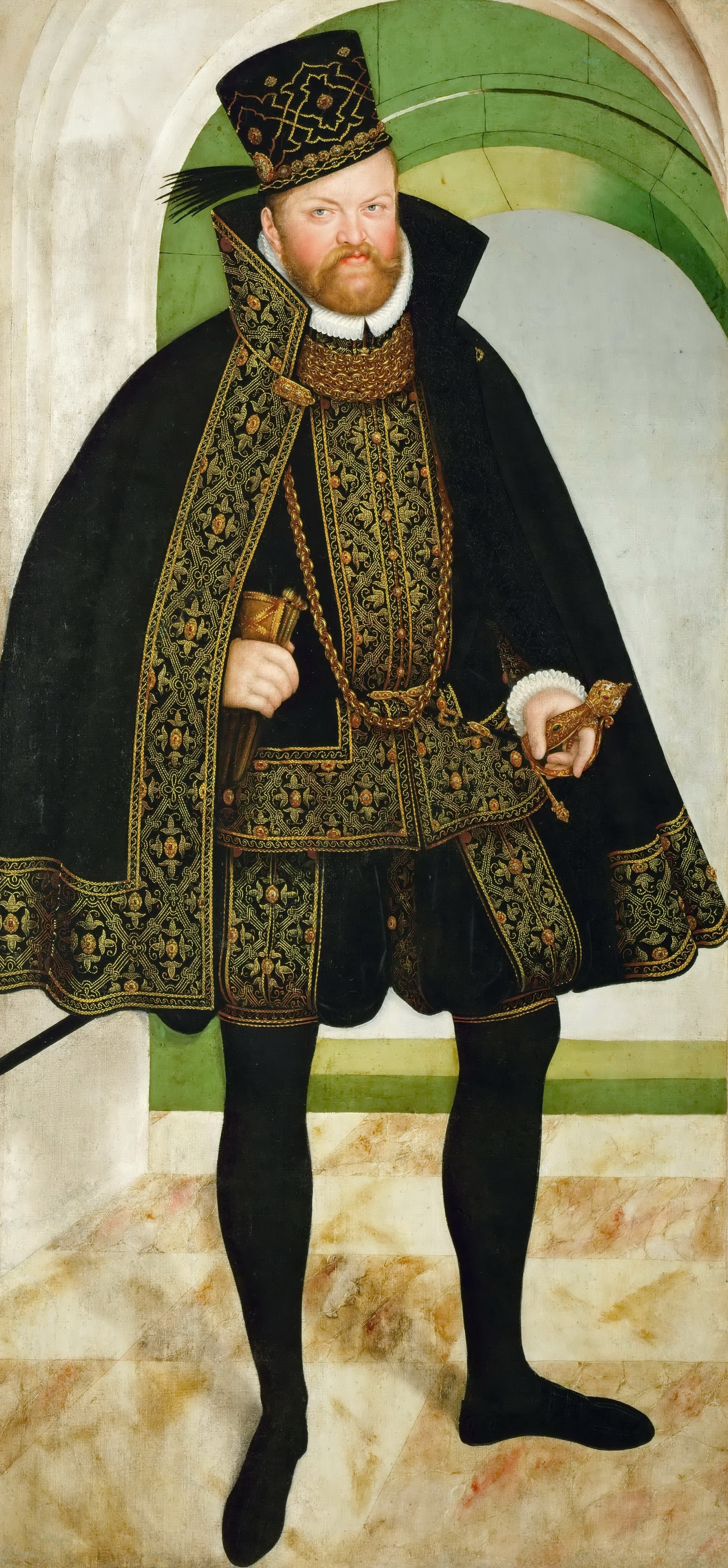
August von Sachsen, um 1572

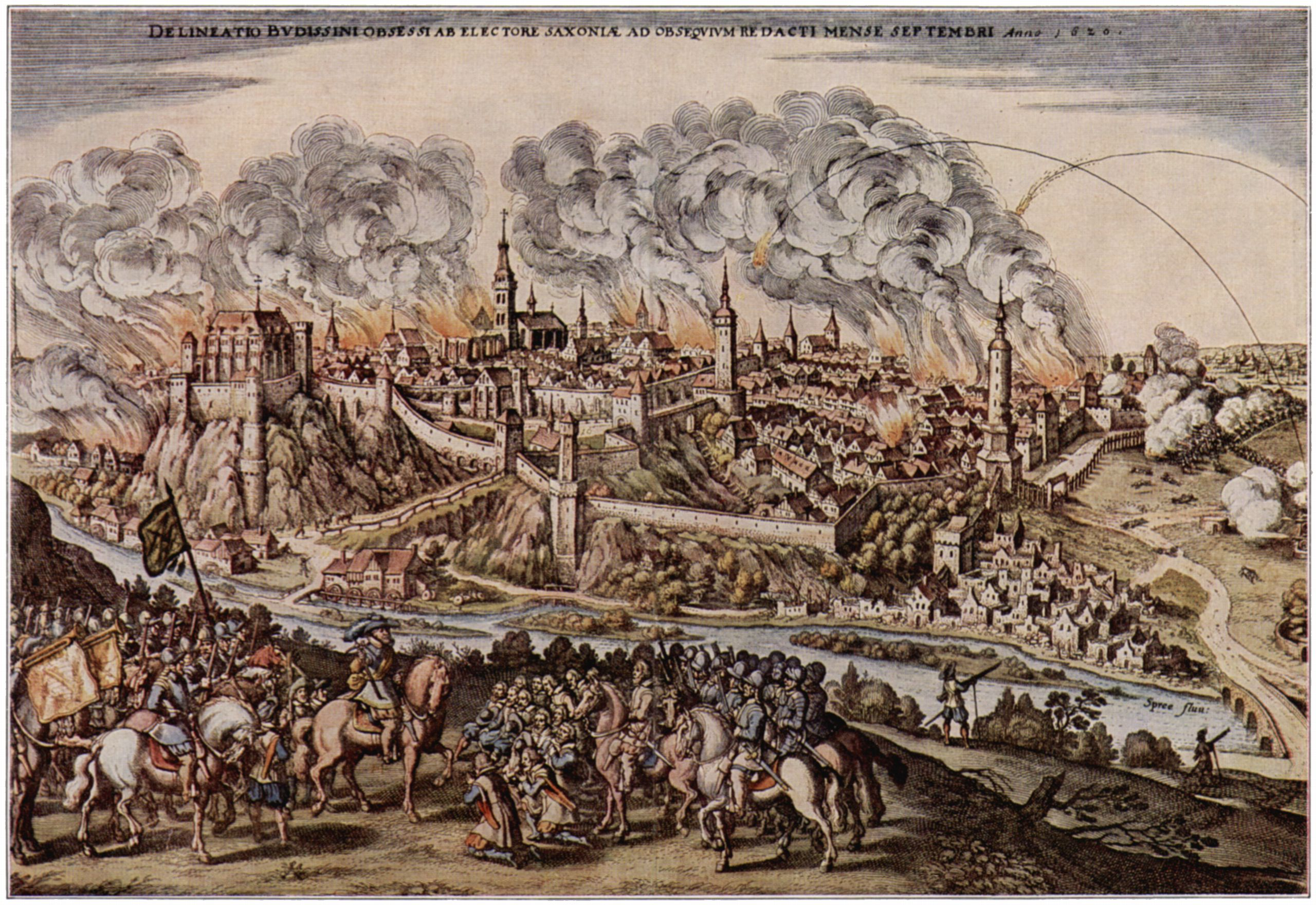
Belagerung von Bautzen im Jahre 1620 durch Johann Georg I. von Sachsen

Später verschlechterte sich das Verhältnis von Kaiser und Kurfürst und es kam zu einem neuen Waffengang. Moritz siegte dabei, starb jedoch 1553 bei der Schlacht bei Sievershausen. Seit Abschluss des Augsburger Religionsfriedens im Jahre 1555 stand der sächsische Kurfürst fest an der Seite der jeweiligen Kaiser aus dem Hause Habsburg. August I. verstand sich als Führer der lutherischen Reichsstände, in deren Interesse der zwischen Protestanten und Katholiken erreichte status quo zu bewahren sei. Für seine kaiserfreundliche Politik erhielt August von Kaiser Ferdinand I. freie Hand, die mitteldeutschen Hochstifte Merseburg, Naumburg und Meißen zu säkularisieren und in den sächsischen Kurstaat zu integrieren.
In der Religionspolitik legte sich Sachsen ganz auf das orthodoxe Luthertum fest. Reformierte Strömungen wurden unterdrückt und mit den Habsburgern war man sich einig, dass die Calvinisten nicht in den reichsweiten Religionsfrieden aufgenommen werden sollten und ihnen damit der Status einer reichsrechtlich anerkannten Konfession verwehrt bleiben sollte. Ihren dogmatischen Ausdruck fand die strenge Ausrichtung auf die „reine Lehre“ Luthers durch die Konkordienformel und das Konkordienbuch, die in Sachsen als verbindliche Religionsgesetze von jedem evangelischen Pfarrer zu unterschreiben waren. Neben der Geistlichkeit wurden auch die Universitäten und letztlich alle Untertanen der konfessionellen Disziplinierung durch den Behördenapparat des Kurfürsten unterworfen.
Zur Klärung der politischen Probleme im mitteldeutschen Raum wurde mit den Ernestinern 1554 der Naumburger Vertrag geschlossen.
Die friedliche Zeit in der zweiten Hälfte des 16. Jahrhunderts wirkte sich auf die sächsische Ökonomie und die Staatsfinanzen sehr positiv aus. August war einer der wenigen Reichsfürsten jener Epoche, die einen umfangreichen Staatsschatz ansammeln konnten. Er war auch nicht ständig auf Steuerbewilligungen der Landstände angewiesen, so dass der sächsische Landtag nur selten einberufen wurde und die sächsischen Stände sich deshalb kaum an der Landespolitik beteiligen konnten. Selten zuvor und selten danach war die Macht sächsischer Fürsten so groß wie im Zeitalter der Konfessionalisierung. Die von Kurfürst August 1556 in seiner Residenz errichtete Münzstätte Dresden wurde nach Schließung sämtlicher Landesmünzstätten einzige Münzstätte im Kurfürstentum, die nun unter seiner Oberaufsicht stand.
Unter Augusts Nachfolger, seinem Sohn Christian I. (1586 bis 1591) gewannen calvinistische Strömungen am Hof an Einfluss. Außerdem versuchte Christians Kanzler Nikolaus Krell der sächsischen Politik eine neue Richtung zu geben. Das Kurfürstentum sollte sich vom Kaiser lösen und eine Union mit den protestantischen Reichsfürsten sowie Bündnisse mit den westeuropäischen Gegnern der Habsburger eingehen. Insbesondere die dem Calvinismus wohl gesinnte Religionspolitik stieß auf den erbitterten Widerstand der lutherischen Kräfte in der Landeskirche und unter den Ständen. Der frühe Tod Christians I. machte die hochfliegenden Pläne Krells zunichte. Der Kanzler wurde erst ins Gefängnis geworfen und 1601 hingerichtet.
Nach dem Ausbruch des durch den zweiten Prager Fenstersturz eingeleiteten Böhmischen Ständeaufstands stellte sich der Kurfürst Johann Georg I. noch 1618 auf die Seite des Kaisers. Er setzte damit auf Anraten seiner Regierung die seit Jahrzehnten gültige sächsische Reichspolitik fort. Ihr Ziel war es, den im Augsburger Religionsfrieden erreichten status quo zu wahren. Man war sich 1618 in Dresden bewusst, dass die böhmischen Unruhen einen reichsweiten Krieg auslösen konnten. Zunächst versuchte Johann Georg gemeinsam mit dem Mainzer Kurfürsten zwischen den böhmischen Ständen und dem Kaiser zu vermitteln. Nach dem Tod von Kaiser Matthias im März 1619 spitzte sich die Lage aber zu. Als die böhmischen Stände im gleichen Jahr den bereits gekrönten Nachfolger Ferdinand II. absetzten und Kurfürst Friedrich V. von der Pfalz zu ihrem König wählten, gab Johann Georg seine abwartende Haltung auf und erklärte sich bereit, am Krieg gegen Böhmen teilzunehmen. Mit Ferdinand II. wurde vereinbart, dass Sachsen die beiden böhmischen Nebenländer Ober- und Niederlausitz für den Kaiser zurückerobern sollte. Formalrechtlich wurde Johann Georg dafür vom Kaiser mit der Reichsexekution gegen die böhmischen Rebellen beauftragt.
Im September 1620 marschierten die sächsischen Truppen in die beiden Lausitzen ein. Die beiden Markgraftümer konnten ohne größeren Widerstand besetzt werden. Weil der Kaiser dem sächsischen Kurfürsten die Kriegskosten nicht wie vereinbart erstatten konnte, musste er Johann Georg die beiden Lausitzen 1623 als Pfand überlassen.
In der Folgezeit verschlechterten sich die Beziehungen Sachsens zum Kaiser mehr und mehr, unter anderem, weil die Neutralität Sachsens von den kaiserlichen Truppen unter Albrecht von Wallenstein kaum geachtet wurde. Albrecht von Wallenstein führte mehrfach plündernde Truppen in die Lausitzen. Auch die rücksichtslos betriebene Rekatholisierung in Schlesien und Böhmen missfiel dem sächsischen Kurfürsten, ohne dass er etwas dagegen tun konnte. Die militärischen Erfolge Wallensteins schließlich ließen nichts Gutes für die Zukunft der protestantischen Reichsstände erwarten. 1631 sah sich Johann Georg I. schließlich genötigt auf Seiten der Schweden in den Krieg gegen den Kaiser einzutreten. Ausschlaggebend für diesen radikalen Wechsel in der sächsischen Politik war die militärische Lage, denn die Truppen des Schwedenkönigs standen zu dieser Zeit schon auf sächsischem Gebiet.
1635 schloss Sachsen mit dem Kaiser den Prager Frieden und gelangte dadurch endgültig in den Besitz der Lausitzen. Die Verheerungen des Landes durch den Dreißigjährigen Krieg dauerten aber an, denn die Kämpfe gegen die Schweden gingen noch mehr als zehn Jahre auch in Mitteldeutschland weiter. Kursachsen schied mit dem Waffenstillstand von Kötzschenbroda 1645 vorläufig und mit dem Frieden von Eilenburg 1646 endgültig aus den direkten Kampfhandlungen aus. Jedoch erst der Westfälische Frieden 1648 brachte das Ende der Kriegsnot. Für Sachsen wurden weitgehend die Bestimmungen des Prager Friedens bestätigt.

### Nach dem Dreißigjährigen Krieg bis zum Ende des Heiligen Römischen Reiches (1648 bis 1806)

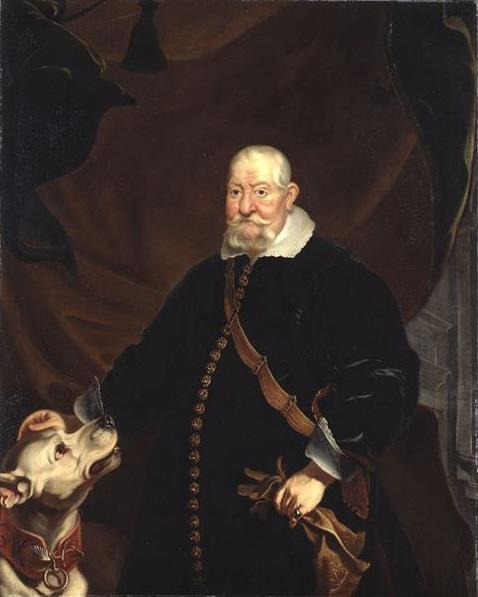
Johann Georg I. mit Hund, Porträt von Frans Luycx, 1652

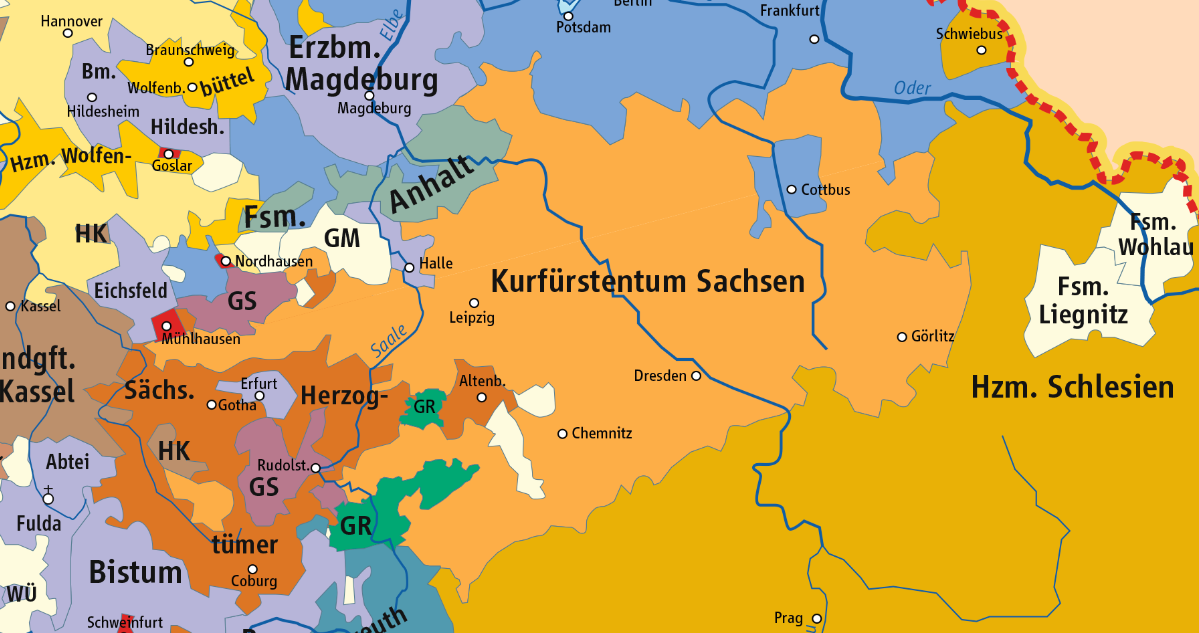
Kursachsen nach 1648

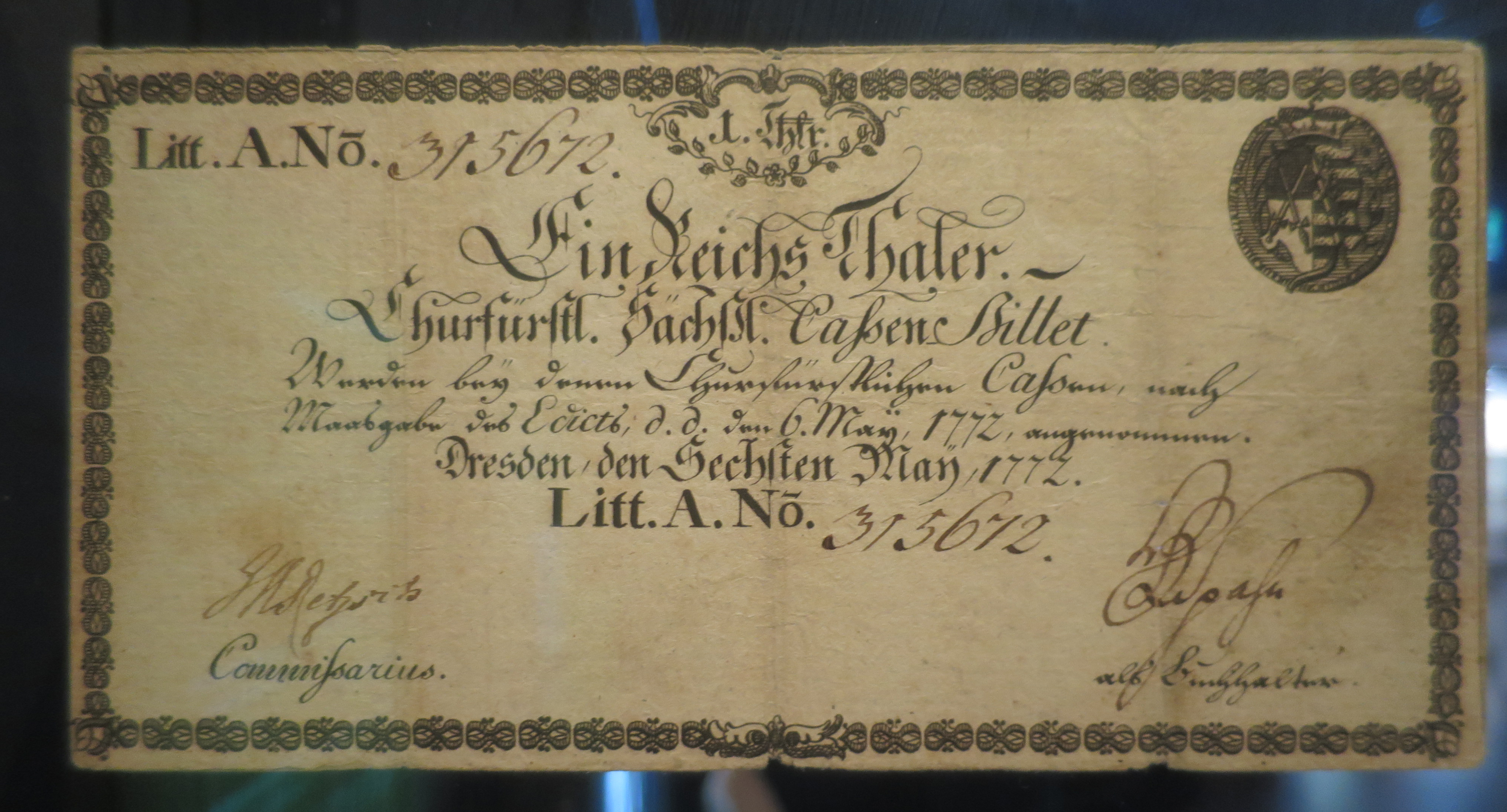
Kursächsischer „Cassenschein“ von 1772 – ältestes deutsches Papiergeld

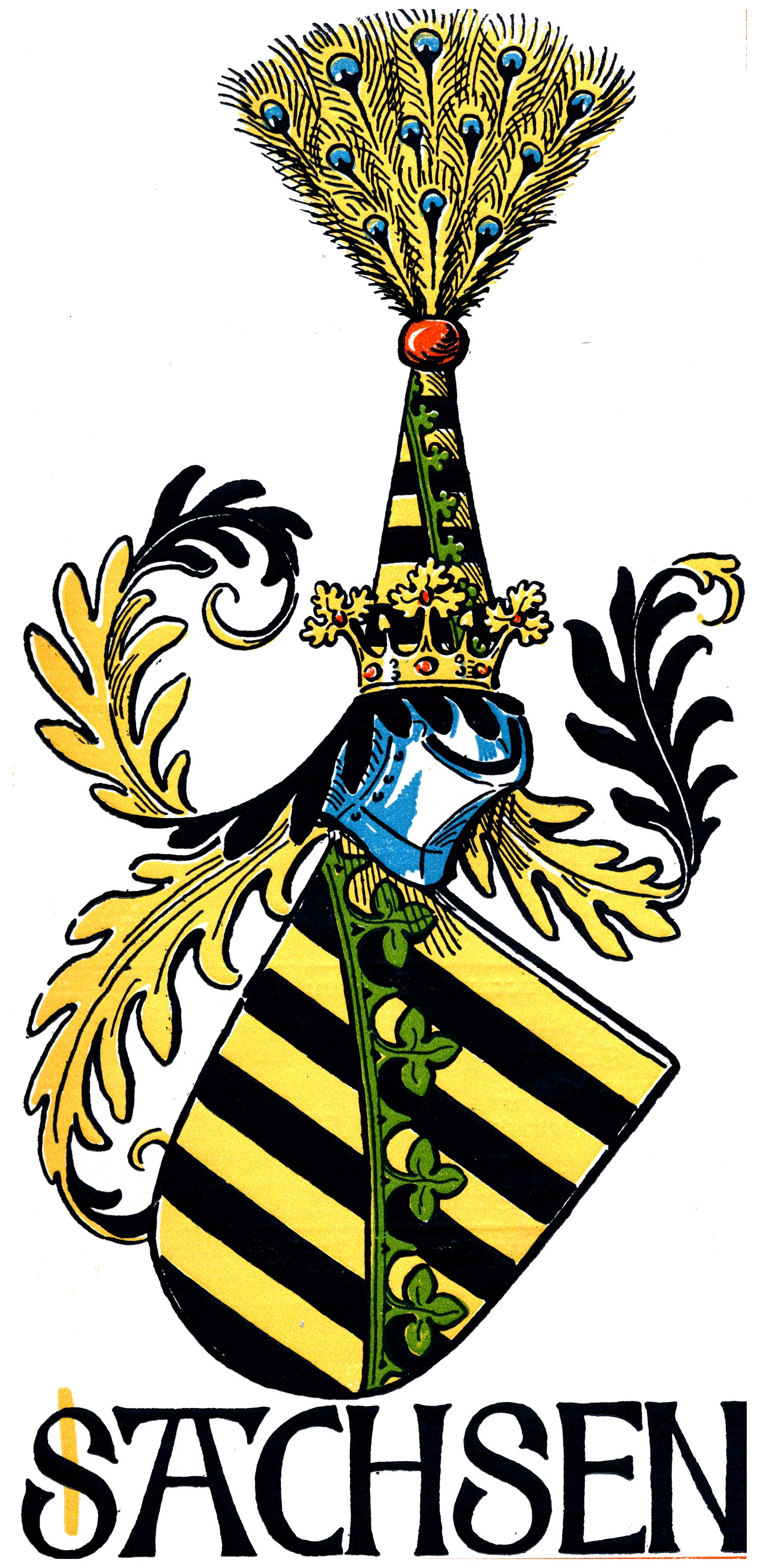
Wappengrafik von Otto Hupp im Münchener Kalender von 1902

Nach dem Dreißigjährigen Krieg waren viele sächsische Städte und Dörfer zerstört, große Verluste an Menschenleben waren zu beklagen, das Land war verarmt und die Staatskasse leer. Allerdings erholte sich der Kurstaat aufgrund seiner natürlichen und politischen Voraussetzungen (gute Böden und reiche Erzvorkommen auf der einen, eine gut organisierte Verwaltung auf der anderen Seite) schneller als andere Territorien des Reiches von den Folgen des Krieges. Eine wichtige Komponente für den Wiederaufstieg Sachsens stellten die aus den habsburgischen Territorien in den Kurstaat einströmenden Exulanten dar, durch die der Bevölkerungsverlust aus den Kriegszeiten schneller ausgeglichen werden konnte. Das technische knowhow der Exulanten und ihr Gewerbefleiß kurbelten die Wirtschaft an.
Durch den starken Geldbedarf der landesfürstlichen Kasse hatten die sächsischen Stände schon während des Krieges wieder an Einfluss gewonnen. In der zweiten Hälfte des 17. Jahrhunderts mussten die Kurfürsten den Landtag weit häufiger einberufen, als dies noch zu Anfang jenes Jahrhunderts der Fall gewesen war und 1661 konnten die Stände sogar ihr Selbstversammlungsrecht durchsetzen.
1635 erhielt Sachsen im sog. Sonderfrieden von Prag endgültig die Herrschaft über beide Lausitzen und den Queiskreis bei gleichzeitiger Neutralitätsverpflichtung sowie Bestandsgarantie für die dortigen konfessionellen Verhältnisse. Der Queiskreis aus Bautzen verwaltet blieb bis 1815 bei Sachsen, danach fiel der Kreis an Preußen. Es war ein Einwanderungsgebiet für Glaubensflüchtlinge (Exulanten) aus Böhmen und Schlesien.
Das am 8. Oktober 1656 eröffnete Testament von Johann Georg I. sah vor, Teile Kursachsens seinen drei Söhnen August, Christian und Moritz zu vermachen und sie in einer kursächsischen Sekundogenitur als eigenständige Herzogtümer einzurichten. Es entstanden die Herzogtümer Sachsen-Zeitz, Sachsen-Merseburg und Sachsen-Weißenfels, die jedoch 1718, 1738 bzw. 1746 wieder an Kursachsen zurückfielen.
Außenpolitisch blieb Sachsen bis zum Ende des 17. Jahrhunderts an der Seite des österreichischen Kaiserhauses. 1683 beteiligte sich Kurfürst Johann Georg III. persönlich mit dem Sächsischen Heer an der Schlacht am Kahlenberg die die Zweite Wiener Türkenbelagerung beendete und für die wichtige Befreiung Wiens sorgte. Das Kurfürstentum Sachsen war Teil eines deutsch-polnischen Entsatzheeres unter der Führung des polnischen Königs Johann III. Sobieski. Die Niederlage der osmanischen Armee bedeutete den Anfang vom Ende der türkischen Hegemonialpolitik. Die sächsischen Kurfürsten leisteten weitere Truppenhilfen gegen die Türken und Sachsen war auch am Reichskrieg gegen den französischen König Ludwig XIV. beteiligt.
August der Starke wurde 1694 Kurfürst. 1697 trat er zum katholischen Glauben über, um die polnische Königskrone zu erwerben. Die Personalunion Sachsen-Polen bestand bis zum Ende des Siebenjährigen Krieges 1763, mit zwei kurzen Unterbrechungen 1706 bis 1709 und 1733 bis 1736. Unter der Herrschaft Augusts und seines Sohnes Friedrich August II. erblühte Dresden. Die berühmten Bauwerke wie Zwinger und Frauenkirche entstanden.
In den 1720er Jahren setzte eine rege Besuchsdiplomatie mit dem nördlichen Nachbarn und Rivalen Preußen ein. Auch eine Aufstockung der Sächsischen Armee bis auf 30.000 Mann folgte, um der gestiegenen militärischen Gefährdung durch den hochgerüsteten nördlichen Nachbarn zu begegnen. Ab den 1740er Jahren verschlechterte sich das Verhältnis zu Preußen weiter, bis es im Zweiten Schlesischen Krieg zu einer offenen Konfrontation mit Preußen kam, die Sachsen verlor. 1756 wurde Sachsen erneut von einer preußischen Armee besetzt und seine vorab reduzierte Armee kapitulierte nach wenigen Wochen der Belagerung bei Pirna. Der Kurfürst floh in seine Zweitresidenz nach Warschau und blieb dort bis zum Kriegsende. Nach dem Frieden von Hubertusburg 1763 setzte ein langanhaltender Aufschwung mit dem Rétablissement ein.

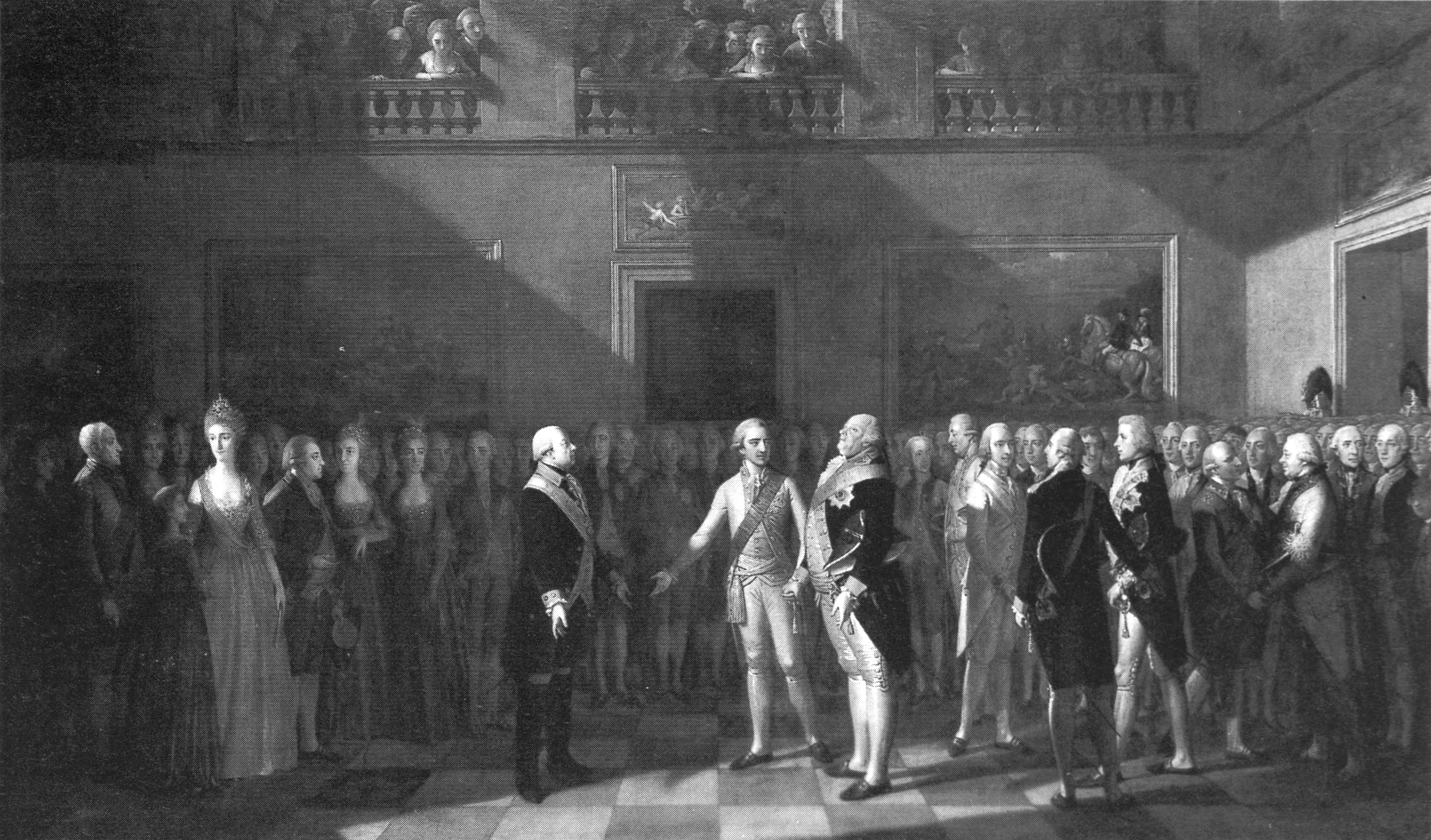
Das Pillnitzer Fürstentreffen von 1791.

1778/79 beteiligte sich Sachsen am Bayerischen Erbfolgekrieg auf der Seite Preußens gegen die Habsburgermonarchie. Als „buchstäblicher“ Mittelstaat des „Dritten Deutschlands“ war Sachsen aber auch prädestiniert, zwischen den beiden deutschen Großmächten zu vermitteln. Zur Unterstützung König Ludwigs XVI. von Frankreich gegen die revolutionären Bestrebungen wurde in Pillnitz bei Dresden am 27. August 1791 die Pillnitzer Deklaration formuliert.

## Königreich Sachsen
Das Königreich Sachsen entstand aus dem Kurfürstentum Sachsen und existierte von 1806 bis 1918. Es gehörte von 1806 bis 1815 dem Rheinbund und von 1815 bis 1866 dem Deutschen Bund an. Seit 1867 war es Mitglied des Norddeutschen Bundes und von 1871 bis 1918 des Deutschen Reiches.

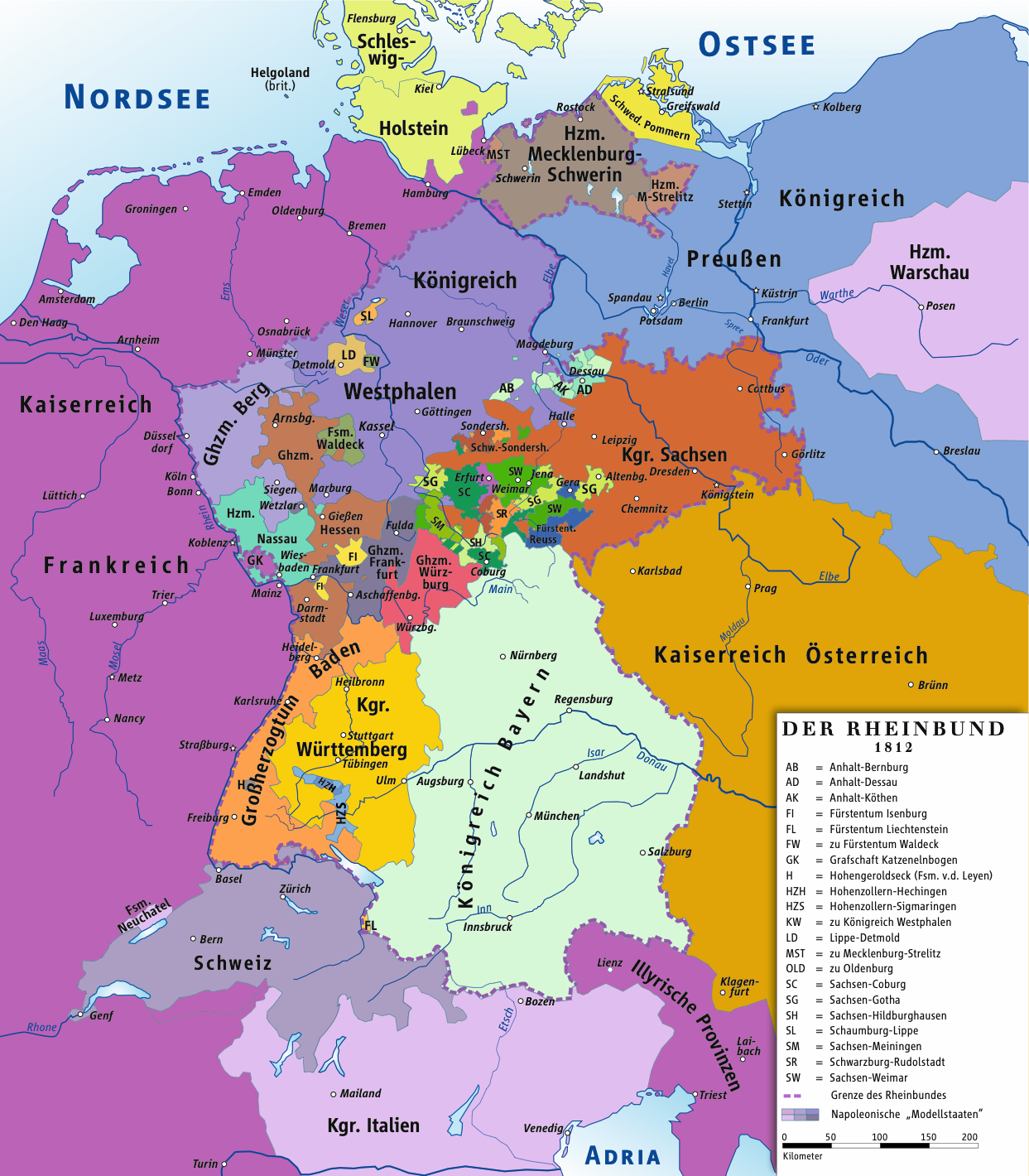
Rheinbund 1812

### Die napoleonische Zeit (1806 bis 1815)

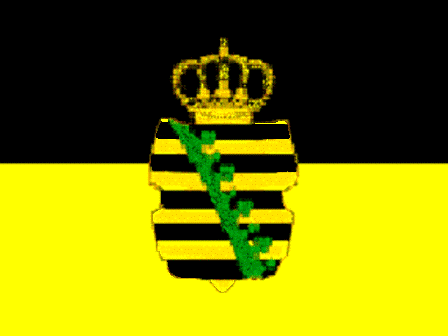
Flagge des neugegründeten Königreichs Sachsen von 1806 bis 1815

Im September 1806 beteiligte sich Sachsen an der Seite Preußens am Krieg gegen das napoleonische Frankreich. In der Schlacht bei Jena im Oktober 1806 kämpften auch 22.000 sächsische Soldaten. Der Feldzug endete mit einer katastrophalen Niederlage. Sachsen kam kurzzeitig unter französische Besetzung. Ihm wurden zunächst 25 Millionen Franc Kontribution auferlegt und es musste Hilfslieferungen zur Versorgung der französischen Armee leisten. Bereits am 11. Dezember 1806 endete im Frieden von Posen der Kriegszustand mit Frankreich. Sachsen wechselte die Seite. Es wurde Mitglied des Rheinbunds und Napoleon erhob den Kurfürsten Friedrich August III. zum König Friedrich August I. Das Königreich Sachsen stellte Napoleon ein Kontingent von 20.000 Soldaten im Krieg gegen Preußen zur Verfügung. Im Gegenzug verzichtete Frankreich auf die Kriegskontribution. Auf Veranlassung des französischen Kaisers gewährte der neue sächsische König in einem Dekret von 1807 seinen Untertanen die Freiheit der Religionsausübung. Von da an waren die Katholiken gleichberechtigte Staatsbürger. Im Frieden von Tilsit musste Preußen die Herrschaft Cottbus an Sachsen abtreten und Napoleon erhob Friedrich August zum Herzog von Warschau. Die napoleonische Kontinentalsperre hatte starke Auswirkungen auf die sächsische Wirtschaft. Sie verhinderte einerseits den Handel mit Großbritannien, schuf andererseits aber günstige Bedingungen für den Absatz des sächsischen Gewerbes auf dem Kontinent, weil die britische Konkurrenz ausgeschaltet war. Insbesondere die gewerbliche Produktion im Erzgebirge und in der Oberlausitz nahm dadurch zu.
Im Fünften Koalitionskrieg 1809 kämpften die Sachsen mit 13.000 Soldaten an der Seite Napoleons in der Schlacht bei Wagram gegen Österreich. Zum Dank fügte Napoleon im Jahr 1809 Krakau und das bisher österreichische Westgalizien dem Herzogtum Warschau hinzu. 1812 nahmen sächsische Truppen am Russlandfeldzug Napoleons teil. In der Schlacht bei Borodino eroberten die von General Thielmann befehligten sächsischen Kavallerieregimenter (Garde du Corps, Zastrow-Kürassiere) unter horrenden Verlusten die zentrale russische Verteidigungsstellung um die sogenannte Rajewski-Schanze. Der Angriff hinterließ bei Verbündeten und Feinden gleichermaßen Eindruck, brachte die sächsische Kavallerie aber an den Rand der Auflösung. Von den insgesamt 21.000 sächsischen Soldaten der Invasionsarmee kehrten nur knapp 1.000 in die Heimat zurück.

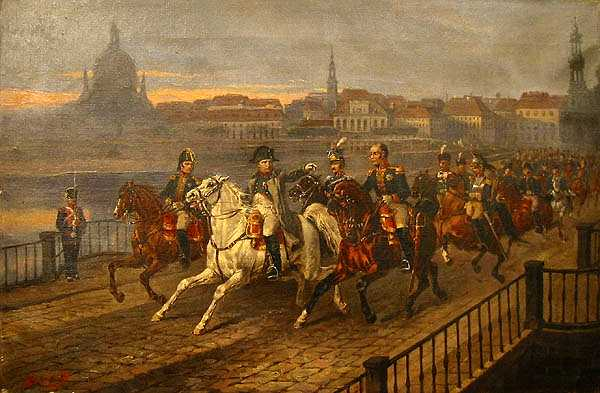
Im Vorfeld der Völkerschlacht bei Leipzig überquert Napoleon Bonaparte im August 1813 die Elbe bei der Schlacht von Dresden.

1813 wurde Sachsen zum Hauptkriegsschauplatz der antinapoleonischen Befreiungskriege, wodurch die sächsische Zivilbevölkerung in den umkämpften Gebieten viel zu leiden hatte. Besonders betroffen waren durch die Gefechte die westliche Oberlausitz (Bischofswerda wurde in Brand geschossen und verwüstet), Räcknitz bei Dresden sowie die Dörfer in der Umgebung von Leipzig, die während der Völkerschlacht im Oktober 1813 verwüstet wurden.
Obwohl Teile des sächsischen Militärs schon mit Beginn der Befreiungskriege Anfang 1813 die Seiten gewechselt hatten, gelang es Friedrich August I. im entscheidenden Herbst 1813 nicht, sich auf die Seite der Verbündeten zu schlagen, sondern blieb als Rheinbundstaat französischer Verbündeter. Das nach der verlorenen Völkerschlacht besetzte Sachsen verwaltete ein preußisch-russisches Generalgouvernement Sachsen, zunächst unter Nikolai Grigorjewitsch Repnin-Wolkonski und Friedrich August kam ins Schloss Friedrichsfelde bei Berlin in Gefangenschaft.
Preußen wollte das Land nach dem Sieg über Napoleon auf dem Wiener Kongress seinem Staatswesen einverleiben, jedoch verhinderte dies der österreichische Staatskanzler Metternich zugunsten einer Teilung. Friedrich August, im Februar 1815 aus der preußischen Gefangenschaft entlassen, blieb in Preßburg keine Wahl, als dem ausverhandelten Teilungsvertrag, einem Diktatfrieden, zuzustimmen. Er unterzeichnete am 18. Mai 1815 den ihm vorgelegten Friedensvertrag mit Preußen und Russland. Sachsen verlor den Kurkreis mit Wittenberg und Torgau, die Niederlausitz, die Hälfte der Oberlausitz und alle Gebiete in Thüringen. Im Rumpfstaat des Königreichs Sachsen verblieben 1,2 Millionen von etwa 2 Millionen Einwohnern und 15.000 von 35.000 Quadratkilometern. Damit waren 57 Prozent der Fläche mit 42 Prozent der Einwohner Sachsens an Preußen gefallen.

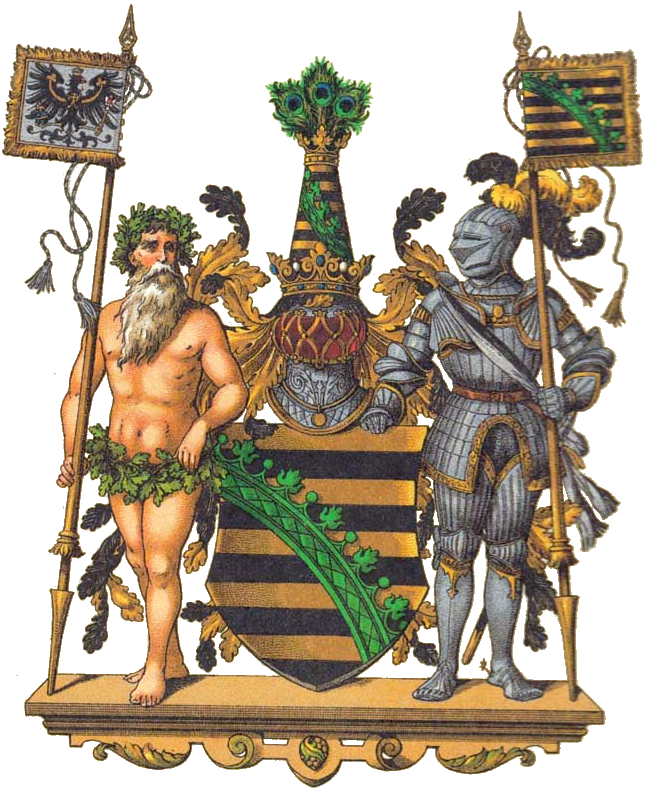
Wappen der Provinz Sachsen

Der Titel „Herzog von Sachsen“ ging aufgrund des Friedensvertrages, der in wesentlichen Teilen Artikel 16 der Wiener Kongressakte wurde getroffenen Vereinbarungen auf Friedrich Wilhelm III. von Hohenzollern über. Als neuer Landesherr des Herzogtums Sachsen brachte der preußische König die Kerngebiete des historischen askanischen Herzogtums Sachsen-Wittenberg in eine neu geschaffene preußische Provinz mit einem Gebietsschwerpunkt an Harz, Elbe und Saale ein, die daraufhin, unter persönlicher Einflussnahme des preußischen Staatskanzlers Karl August von Hardenberg, „Provinz Sachsen“ genannt wurde. Das herzoglich-askanische Rautenkranz-Wappen wurde mit der Kabinettsorder vom 9. Januar 1817 in das Wappen Preußens übernommen, dessen König nun auch den Titel „Herzog zu Sachsen, Engern und Westphalen“ führte. Seit 1864 wurde die Streifung des Schildes der Provinz Sachsen mit Gold begonnen.

### Königreich Sachsen im 19. Jahrhundert

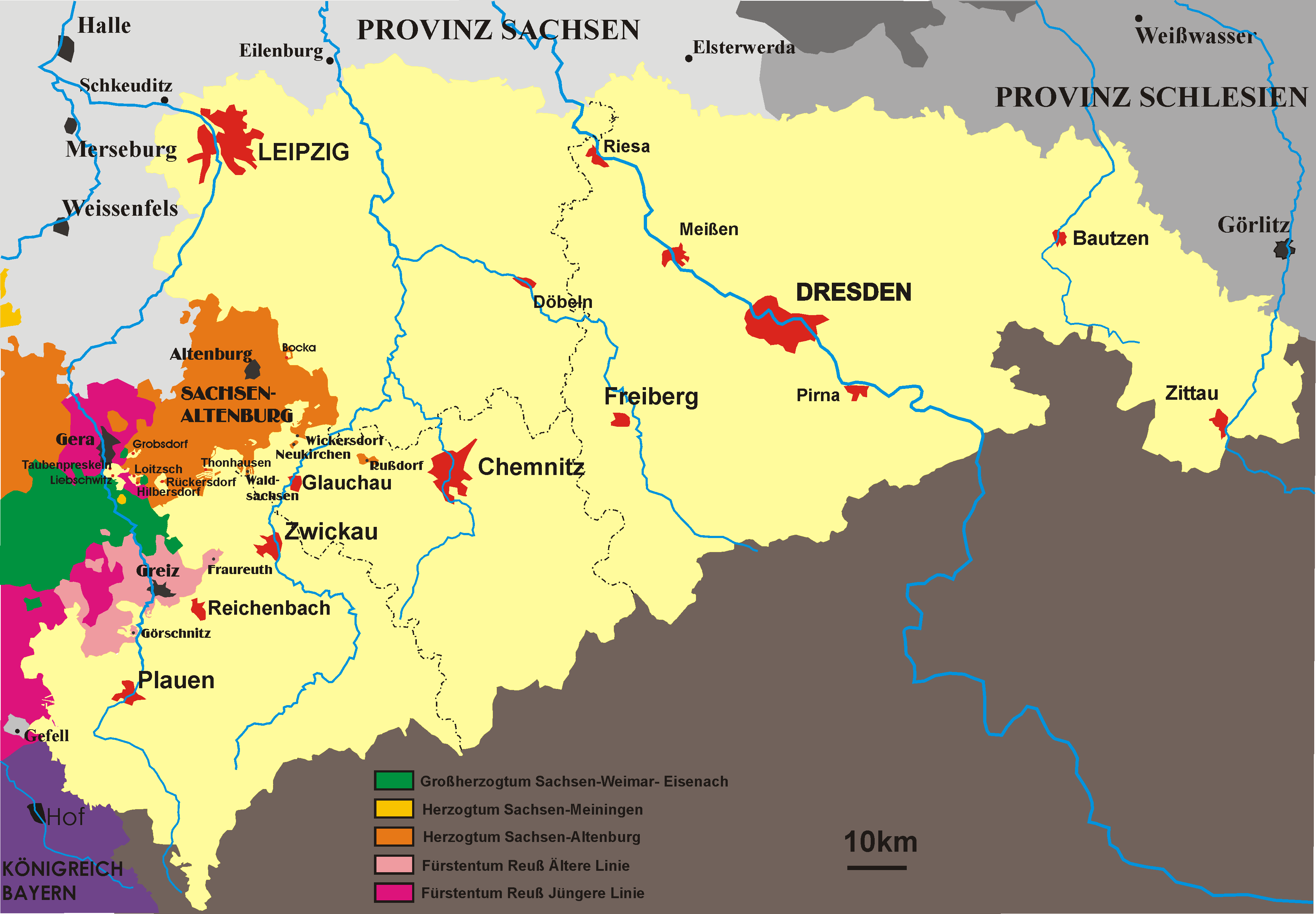
Königreich Sachsen im 19. Jahrhundert

Grenzen des Königreichs Sachsen nach dem Wiener Kongress

Prägend für Sachsen (wie auch für viele andere Länder) waren im 19. Jahrhundert Faktoren wie
- Industrialisierung, technischer Fortschritt
- die Entstehung eines Eisenbahnnetzes (1833 veröffentlichte der Nationalökonom Friedrich List (1789 bis 1846) in Leipzig seine Pläne für ein deutsches Eisenbahn-System; Bau der ersten Bahnstrecke (Leipzig–Dresden) von März 1836 bis April 1839).
- Bevölkerungswachstum (siehe Demografie Deutschlands)
- Entstehung von Nationalstaaten (z. B. Deutscher Krieg 1866, Auflösung Deutscher Bund, Gründung Norddeutscher Bund, Gründung Deutsches Kaiserreich 1871)

### Vom Wiener Kongress bis zum Vormärz (1815 bis 1847)
Nach dem Wiener Frieden folgte auch in Sachsen eine Zeit der politischen Restauration. Nachdem König Friedrich August I. 1827 starb, folgte ihm sein damals 71-jähriger Bruder Anton im Amt. Kabinettsminister Detlev Graf von Einsiedel versuchte jegliche Reformen zu verhindern. Die bürgerlichen Eliten drängten jedoch auf Beteiligung an der politischen Macht. Die Julirevolution von 1830 in Frankreich löste auch in Deutschland Unruhen und Aufstände aus, die in den verschiedenen Staaten infolge der lokalen Besonderheiten einen unterschiedlichen Verlauf nahmen und sehr unterschiedliche Ergebnisse zeigten.
In Sachsen wurde der Aufstand 1831 zwar militärisch bekämpft, die Regierung machte aber auch politische Zugeständnisse, mit denen insbesondere die Forderungen des liberalen Bürgertums teilweise aufgegriffen wurden. Es kam zu gemäßigten Reformen; am wichtigsten war dabei der Erlass der ersten Verfassung im September 1831.
Das Königreich Sachsen war nun konstitutionelle Monarchie geworden, bürgerliche Freiheiten waren erstmals verfassungsmäßig garantiert und es sollten Wahlen zum Landtag stattfinden. Der neue Landtag gliederte sich in zwei Kammern. Die I. Kammer war das Oberhaus und in seiner ständischen Zusammensetzung ein Abbild des alten Landtags. Die II. Kammer wurde auf einer breiteren Basis gewählt.
Mit der Allgemeinen Städteordnung von 1832 erhielten die Städte eine weitgehende Selbstverwaltung und mit dem Gesetz über Ablösungen und Gemeinheitsteilungen wird die Befreiung der Bauern von den Feudallasten eingeleitet. Auch Justiz und Verwaltung wurden in den folgenden Jahren grundlegend neu gestaltet.
Anton starb 1836; ihm folgte sein Neffe Friedrich August II. (1797–1854).
Nach 1815 erlebte Sachsen einen enormen industriellen Aufschwung. Das Land war die erste wirkliche Industrieregion Deutschlands. Die Bevölkerung der Städte nahm wegen des Bedarfs an Arbeitskräften rasch zu. Es kam zur Entstehung eines Industrieproletariats, dessen Lebensverhältnisse sehr schlecht waren. Die Kommunen konnten die sozialen Probleme kaum bewältigen, bzw. hatten die bürgerlichen Führungsschichten wenig Interesse daran.

### Die Revolution von 1848/49
Im Frühjahr 1848 war Leipzig eines der Zentren der Revolution in den deutschen Staaten. Am 13. März musste der König eine bürgerliche Regierung einsetzen. Am 19. März sprach Robert Blum auf einer Kundgebung auf dem Zwickauer Kornmarkt. Nachdem ihm das Ehrenbürgerrecht der Stadt verliehen wurde, zog er als gewählter Vertreter des Zwickauer Bezirkes ins Frankfurter Vorparlament ein. Allerdings zeigte es sich bald, dass Vertreter des Großbürgertums ihre eigenen familiären Verbindungen zum Adel und Gruppeninteressen sicherten und die Aktivitäten der Volksmassen bremsten. Angesichts von 60.000 Arbeitslosen in Sachsen im Frühjahr 1848 und dem Unmut der ländlichen Bevölkerung, die am 5. April das Schloss Waldenburg (Sachsen) in Flammen aufgehen ließ, war das kein leichtes Unterfangen.
Friedrich August II. berief während der Märzrevolution liberale Minister in die Regierung, hob die Zensur auf und erließ ein liberales Wahlgesetz (Näheres hier).
Später änderte sich seine Haltung und er löste Ende April 1849 das Parlament auf, was schließlich zum Dresdner Maiaufstand führte. Am 3. Mai wurde eine Demonstration der Bürgerwehr verboten und offiziell mit dem Einmarsch preußischen Militärs gedroht, was den letzten Zündfunken für den bewaffneten Widerstand lieferte. In der Folge kam es in Dresden zu Kämpfen und der König flüchtete auf die Festung Königstein. Am 6. Mai trafen jedoch, wie angedroht, preußische Truppen ein. Das Resultat nach vier Tagen Kämpfen waren 30 gefallene Soldaten und ca. 200 tote Barrikadenkämpfer sowie zahlreiche politische Gefangene. Die Revolution wurde niedergeschlagen, ohne dass größere politische Zugeständnisse gemacht worden waren.

### Sachsen im Deutschen Kaiserreich

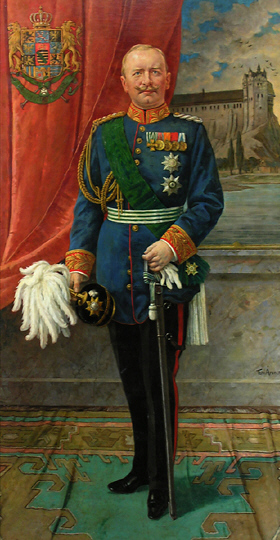
Friedrich August III. dankte 1918 angeblich mit den Worten „Nu da machd doch eiern Drägg alleene!“ („Macht doch euren Dreck allein!“) ab.

Am 14. Juni 1866 stellte sich Sachsen im Deutschen Krieg auf die Seite Wiens, dem die preußische Kriegserklärung folgte. Auf eine wenig Erfolg versprechende Verteidigung des Landes gegen die übermächtigen preußischen Verbände wurde verzichtet. König Johann wich stattdessen mitsamt seiner Armee nach Böhmen aus, um sich mit den verbündeten Österreichern zu vereinen. Sachsen wurde schnell von preußischen Truppen besetzt und seine Armee teilte bei Königgrätz die Niederlage der Österreicher. Im Friedensvertrag von Berlin musste die sächsische Regierung schließlich die politischen Veränderungen anerkennen und das Land wurde Mitglied im Norddeutschen Bund unter preußischer Führung. Ursprünglich wollte Preußen das Königreich Sachsen komplett annektieren, wie es schon mit Schleswig-Holstein, Kurhessen, Nassau und Hannover verfahren war. Dagegen verwahrte sich der österreichische Kaiser Franz Joseph ausdrücklich, da er den staatlichen Fortbestand des treuesten Verbündeten als eine Frage der Ehre betrachtete. Außerdem wollte er eine Einkreisung Böhmens durch Preußen verhindern. Unter Vermittlung von Alfred Graf von Fabrice, der Preußen eine weitgehende militärische Kooperation zusicherte, sowie der Fürsprache Otto von Bismarcks verzichtete Wilhelm I. schließlich auf eine Annexion Sachsens.
Als Chef des Generalstabs war Fabrice maßgeblich an der strategischen Bravour der Sächsischen Truppen bei Königgrätz beteiligt. Dies wurde von Freund und Feind anerkannt, auch von Preußen. Bei den Friedensverhandlungen standen die militärischen Aspekte und die Eingliederung der Sächsischen Armee im Mittelpunkt. General Alfred Graf von Fabrice konnte soviel Vertrauen aufbauen, dass sie durch den Abschluss einer Militärkonvention mit Preußen in Gestalt des Sächsischen Armeekorps des Norddeutschen Bundes mit eigenen Feldzeichen, Einrichtungen und Uniformen erhalten blieb.
Sachsens staatliche Souveränität war allerdings seitdem stark eingeschränkt. 1868 wurde eine Verfassungsänderung durchgeführt, die dem Landtag mehr Rechte einräumte und das Wahlrecht zur II. Kammer auf eine breitere Basis stellte. 1870/71 nahm Sachsen am Deutsch-Französischen Krieg teil und 1871 wurde Teil des neu gegründeten Deutschen Reiches. Da es bei den Waffenstillstandsgesprächen in Frankreich zu Verhärtungen gekommen war, beauftragte der Reichskanzler Otto von Bismarck den sächsischen Kriegsminister Alfred von Fabrice die Gespräche zu übernehmen. Er wurde zum Generalgouverneur für das besetzte Frankreich ernannt und vermittelte erfolgreich in allen wichtigen Angelegenheiten zur Vorbereitung des Friedens von Frankfurt.
Sachsen profitierte nach 1871 besonders von dem allgemeinen Aufschwung in Deutschland. Es war das Land mit der höchsten Industriedichte und dem höchsten Nationaleinkommen pro Kopf unter allen deutschen Bundesstaaten. Nach 1871 kam es auch zu einem Modernisierungsschub auf dem Gebiet der Verwaltung, während das politische System rückständig blieb. Das geltende Wahlrecht sicherte einer kleinen Minderheit der besitzenden Schichten die Macht. Sachsen war im letzten Drittel des 19. Jahrhunderts auch ein Zentrum der deutschen Arbeiterbewegung unter Führung August Bebels und Wilhelm Liebknechts und trug daher auch den Beinamen Rotes Königreich.

### Das Ende des Königreichs (1904 bis 1918)
König Friedrich August III. von Sachsen (1865 bis 1932; reg. 1904 bis 1918) war der letzte sächsische König und der letzte wettinische Landesherr Sachsens. Friedrich August III. galt als konservativ und konfliktscheu, war manchmal aber auch recht tolerant, was sich z. B. im Jahr 1906 mit der Ernennung des liberalen Grafen Hohenthal, der das Pluralwahlrecht in Sachsen einführte, zum Innenminister zeigte. Mit Hohenthals Tod im Jahr 1909 schliefen die politischen Reformen im Königreich jedoch schnell wieder ein.
Am 2. August 1914 rief der König seine „Söhne und Brüder“ zu den Waffen. Im Ersten Weltkrieg stellte Sachsen zum letzten Mal eine eigene Armee. Der eigentlich als begeisterter Militär und fähiger Stratege geltende König verzichtete als einziger deutscher Monarch auf den Oberbefehl über seine Truppen.

## Freistaat Sachsen (1918 bis 1933)

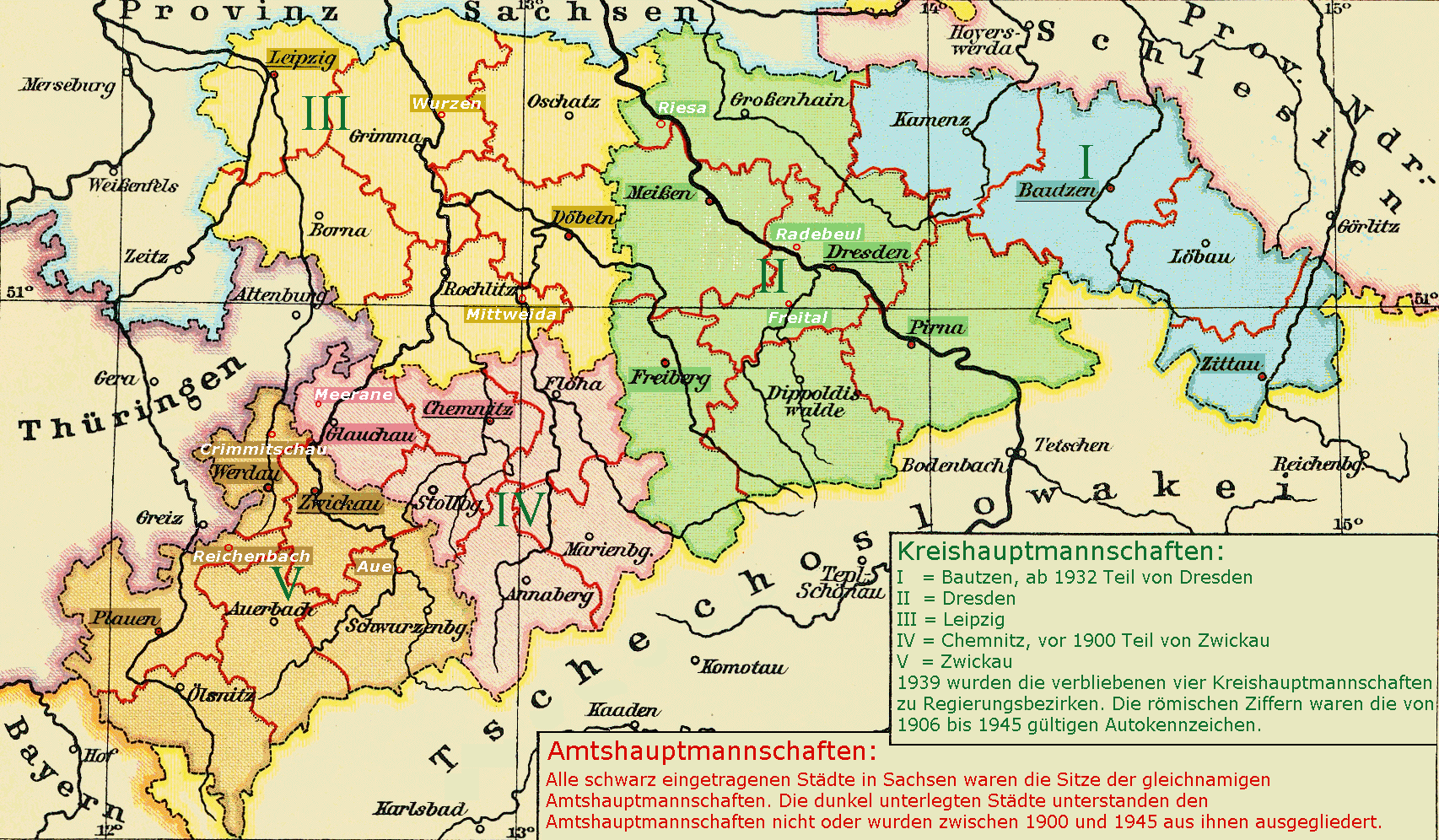
Sachsens Landesgrenzen von 1815 bis 1945: Karte der Kreis- und Amtshauptmannschaften 1900 bis 1932

Am 8. November 1918 übernahmen in Sachsen Arbeiter- und Soldatenräte die Macht, der USPD-Politiker Hermann Fleißner rief am 10. November 1918 im Zirkus Sarrasani die Republik Sachsen aus und drei Tage später dankte der sächsische König Friedrich August III. auf Schloss Guteborn bei Ruhland ab.
Am 15. November 1918 übernahm das „Gesamtministerium Lipinski“ als Rat der Volksbeauftragten unter dem Vorsitz von Richard Lipinski die Staatsgewalt.
Am 28. November 1918 wurde das allgemeine, gleiche, unmittelbare und geheime Verhältniswahlrecht für Männer und Frauen über 21 Jahre eingeführt. Die „vorläufige Vertretung des gesamten Volkes der Republik Sachsen“, die sich „Volkskammer der Republik Sachsen“ nannte, wurde am 2. Februar 1919 gewählt. Am 25. Februar 1919 trat das „Vorläufige Grundgesetz für den Freistaat Sachsen“ (diese Bezeichnung wurde einstimmig beschlossen) in Kraft.
Im Februar/März 1919 kam es zum Generalstreik im Leipziger Raum und im April 1919 legten die Arbeiter des Zwickauer Steinkohlenreviers die Arbeit nieder. Nachdem aufgebrachte Kriegsopfer den sächsischen Kriegsminister Gustav Neuring am 12. April 1919 nach einer öffentlichen Rede in der Elbe ertränkt hatten, verhängte die Reichsregierung den Belagerungszustand über Sachsen und die Brigade 16 der vorläufigen Reichswehr unter Georg Ludwig Rudolf Maercker besetzte Leipzig.
Im März 1920 floh die Reichsregierung vor den Kapp-Putschisten nach Dresden. Bei Straßenkämpfen zwischen Reichswehr und Demonstranten während des Kapp-Putschs starben am 15. März 1920 auf dem Postplatz 59 Menschen. Die Straßenschlachten in Leipzig forderten 40 Todesopfer. Mit ihrem Generalstreik brachte die Arbeiterschaft den Kapp-Putsch schließlich zum Erliegen.
Das sächsische Gesamtministerium legte der Volkskammer am 19. April 1920 den Entwurf einer Verfassung vor. Diese passte sich im Aufbau und in der Terminologie an die Reichsverfassung vom 11. August 1919 an, orientierte sich an bereits verabschiedeten Landesverfassungen sowie am vorliegenden Entwurf für Preußen.
Diese Vorlage wurde am 12. Mai 1920 in erster Lesung behandelt. Die Volkskammer wählte einen Sonderausschuss. Dieser bestand aus 18 Abgeordneten aller Fraktionen (SPD – 7, DDP – 4, USPD – 3, DNVP – 3, DVP – 1). Die Beratung erfolgte in 18 Sitzungen. Am 20. Oktober 1920 lag der Volkskammer der Bericht des Ausschusses vor und am 26. Oktober 1920 erfolgte die 2. Lesung und Annahme der „Verfassung des Freistaates Sachsen“ mit einstimmigem Ergebnis. Die Verfassung trat am 1. November 1920 in Kraft.
Diese neue Verfassung orientierte sich an der Weimarer Verfassung. In der Zeit der Weimarer Republik war Sachsen nun ein Freistaat mit einem Parlament, einem Ministerpräsidenten und den schon einhundert Jahre zuvor eingeführten Landesfarben weiß-grün.
Angesichts eines Erstarkens rechter Kräfte und einer enormen Verschlechterung der Wirtschaftslage (mit der Hyperinflation 1923) beteiligte Ministerpräsident Erich Zeigner (SPD) am 10. Oktober 1923 KPD-Minister an seiner Regierung, welches bis dahin nur aus SPD-Ministern bestanden hatte. Nachdem Hinweise auf revolutionäre Vorbereitungen erkennbar waren und Anweisungen der Reichsregierung, neuaufgestellte paramilitärische Milizen (Proletarische Hundertschaften) aufzulösen, von der Landesregierung nicht befolgt wurden, sandte die Regierung in Berlin Truppen, um im Rahmen der Reichsexekution einen befürchteten kommunistisch orientierten Umsturz zu verhindern. Am 29. Oktober 1923 entmachtete Generalleutnant Alfred Müller auf der Basis einer Notverordnung des Reichspräsidenten Friedrich Ebert (sogen. Reichsexekution) die sächsische Regierung, jedoch gelang es bereits nach wenigen Stunden (Abend- und Nachtsitzung vom 30. auf den 31. Oktober 1923) eine neue und handlungsfähige Regierung zu etablieren.
Das Gesamtministerium Fellisch (nur SPD-Politiker) amtierte vom 31. Oktober 1923 bis zum 4. Januar 1924; das Gesamtministerium Heldt I bis zum 13. Januar 1927 (am 31. Oktober 1926 hatte die Wahl zum 3. Landtag stattgefunden); das Gesamtministerium Heldt II amtierte bis zum 30. Juni 1927 und das (ähnliche) Gesamtministerium Heldt III bis zum 25. Juni 1929 (bis nach der Landtagswahl vom 12. Mai 1929).
An den Beisetzungsfeierlichkeiten für den letzten sächsischen König im Jahr 1932 in Dresden nahmen hunderttausende Trauergäste teil, auch, weil sich nach den politischen Wirren seit 1918 und dem rasanten wirtschaftlichen Niedergang viele Sachsen in die Zeit der Monarchie zurücksehnten.

### Gebietsaustausch mit Thüringen
1928 erfolgte ein Gebietsaustausch und eine Grenzbereinigung zwischen dem Freistaat Sachsen und dem Land Thüringen. Insgesamt kamen 1115 ha mit 4890 Einwohnern zu Sachsen und 1778 ha mit 2900 Einwohnern zu Thüringen. Sachsen erhielt insbesondere die ehemaligen Exklaven des Herzogtums Sachsen-Altenburg, nämlich die Gemeinden Rußdorf bei Oberfrohna und Neukirchen bei Waldenburg, aber auch die Gemeinden Wickersdorf, Waldsachsen und ein Teil der Gemeinde Ponitz, die Flur Gosel. Bei Plauen wurden unter anderem teilweise die Flur Caselwitz, ein Teil der Gemeinde Greiz, die Gemeinde und die Flur Görschnitz sowie ein Teil der Gemeinde und Flur Schönbach Sachsen zugeordnet. Im Austausch kamen nach Thüringen die sächsische Exklave Liebschwitz bei Gera mit den Gemeinden und Fluren Lengefeld, Liebschwitz, Lietzsch, Niebra, Pösneck, und Taubenpreskeln sowie den benachbarten Gemeinden Hilbersdorf, Loitzsch, Rückersdorf, Thonhausen und Grobsdorf. Außerdem wurden dem Land eingegliedert die Gemeinde Bocka bei Altenburg und Kauritz bei Meerane sowie Flur Frohnsdorf der Gemeinde Ziegelheim und Teile der Gemeinde und Flure Obergrünberg. Bei Greiz kamen von Sachsen die Flur Stelzen (ein Teil der Gemeinde Reuth), ein Teil der Gemeinde und Flur Noßwitz, die Flur Sachswitz (ein Teil der Gemeinde Elsterberg) und teilweise die Flur Cunsdorf (ein Teil der Gemeinde Reichenbach).
(Der Freistaat Sachsen hatte vor dem Gebietsaustausch mit Thüringen eine Fläche von 14.993 km².)

### Ergebnisse der Landtagswahlen
| Jahr | SPD               | DDP               | USPD              | DNVP              | DVP               | CVP             | „rechte“ USPD     | „linke“ USPD    | Zentrum        | KPD               | WP                | VRP             | ASPS            | NSFB            | SLV             | NSDAP             | CSVD            | VNRV            |
| ---- | ----------------- | ----------------- | ----------------- | ----------------- | ----------------- | --------------- | ----------------- | --------------- | -------------- | ----------------- | ----------------- | --------------- | --------------- | --------------- | --------------- | ----------------- | --------------- | --------------- |
| 1919 | 41,6 % – 42 Sitze | 22,9 % – 22 Sitze | 16,3 % – 15 Sitze | 14,4 % – 13 Sitze | 3,9 % – 4 Sitze   | 1,0 % – 0 Sitze | –                 | –               | –              | –                 | –                 | –               | –               | –               | –               | –                 | –               |                 |
| 1920 | 28,3 % – 27 Sitze | 7,7 % – 8 Sitze   | –                 | 21,0 % – 20 Sitze | 18,6 % – 18 Sitze | –               | 13,9 % – 13 Sitze | 2,9 % – 3 Sitze | 1,1 % – 1 Sitz | 5,7 % – 6 Sitze   | –                 | –               | –               | –               | –               | –                 | –               |                 |
| 1922 | 41,8 % – 40 Sitze | 8,4 % – 8 Sitze   | –                 | 19,0 % – 19 Sitze | 18,7 % – 19 Sitze | –               | –                 | –               | –              | 10,5 % – 10 Sitze | –                 | –               | –               | –               | –               | –                 | –               |                 |
| 1926 | 32,1 % – 31 Sitze | 4,7 % – 5 Sitze   | –                 | 14,5 % – 14 Sitze | 12,8 % – 12 Sitze | –               | –                 | –               | –              | 14,5 % – 14 Sitze | 10,0 % – 10 Sitze | 4,2 % – 4 Sitze | 4,2 % – 4 Sitze | 1,6 % – 2 Sitze | –               | –                 | –               |                 |
| 1929 | 34,3 % – 33 Sitze | 4,3 % – 4 Sitze   | –                 | 8,1 % – 8 Sitze   | 13,5 % – 13 Sitze | –               | –                 | –               | –              | 12,8 % – 12 Sitze | 11,3 % – 11 Sitze | 2,6 % – 3 Sitze | 1,5 % – 2 Sitze | –               | 5,2 % – 5 Sitze | 5,0 % – 5 Sitze   | –               | –               |
| 1930 | 33,4 % – 32 Sitze | 3,3 % – 3 Sitze   | –                 | 4,8 % – 5 Sitze   | 8,7 % – 8 Sitze   | –               | –                 | –               | –              | 13,6 % – 13 Sitze | 10,6 % – 10 Sitze | 1,7 % – 2 Sitze | –               | –               | 4,6 % – 5 Sitze | 14,4 % – 14 Sitze | 2,2 % – 2 Sitze | 1,5 % – 2 Sitze |

An 100 % Fehlende = Nicht im Landtag vertretene Wahlvorschläge.

## Nationalsozialismus (1933 bis 1945)

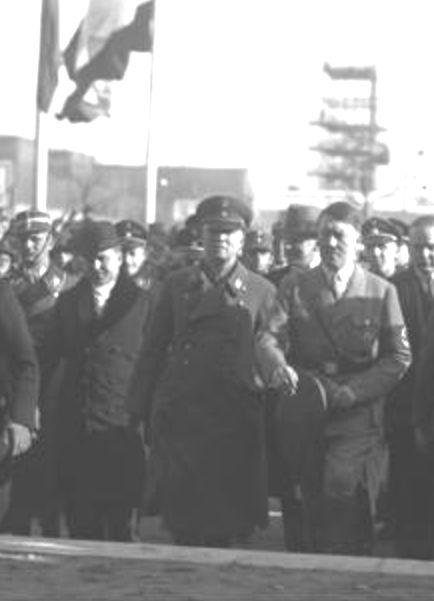
Der sächsische NSDAP-Gauleiter Martin Mutschmann mit Adolf Hitler auf der Leipziger Frühjahrsmesse 1934.

Die NSDAP wurde bei einer Landtagswahl nie die fraktionsstärkste Partei. 1930 wurde sie mit 14,4 % der Wählerstimmen die zweitstärkste Partei, aber die SPD erhielt mit 33,4 % mehr als die doppelte Anzahl. Die NSDAP war nie an einer demokratisch legitimierten Regierung in Sachsen beteiligt, wobei seit 1930 nur ein geschäftsführendes aus Beamten bestehendes Gesamtministerium Schieck regierte. Bei der Reichstagswahl im März 1933 lag in einem der drei Wahlkreise Sachsens das Wahlergebnis der NSDAP mit 50 % (Chemnitz-Zwickau) deutlich über, in den beiden anderen mit 40 % (Leipzig) und 43,6 % (Dresden-Bautzen) knapp unter dem republikweiten Durchschnitt von 43,9 %.
Im Zuge der Gleichschaltung der Länder wurde am 5. Mai 1933 Martin Mutschmann zum Reichsstatthalter von Sachsen ernannt; Anfang 1935 beauftragte Hitler ihn zusätzlich mit der Führung der Landesregierung. Ministerpräsident in der Zeit von 1933 bis 1935 war Manfred von Killinger. Mit dem Gesetz über den Neuaufbau des Reichs vom 30. Januar 1934 hörte der Freistaat Sachsen staatsrechtlich auf zu bestehen, es gab stattdessen den Gau Sachsen. Im Zusammenhang mit diesem Gesetz wurden 1939 auch die Kreishauptmannschaften in Regierungsbezirk und die Amtshauptmannschaften in Landkreis umbenannt.
Am 13. Februar und 14. Februar 1945 wurde Dresden Ziel eines der schwersten Bombenangriffe im Zweiten Weltkrieg. Am 25. April 1945 trafen sich bei Strehla und Torgau/Elbe amerikanische und sowjetische Soldaten („Elbe Day“). Da die Grenzen der Besatzungszonen vorab von den Alliierten festgelegt worden waren, wurde ab Juli 1945 ganz Sachsen von der Roten Armee besetzt; hier dann auch die Gebiete westlich der Mulde mit Leipzig, Eilenburg, Grimma und Rochlitz sowie westlich der Zwickauer Mulde mit Auerbach/Vogtl., Falkenstein/Vogtl., Glauchau, Plauen, Oelsnitz, Reichenbach und Zwickau, welche vorher von US-Streitkräften besetzt waren. Ein Sonderfall war der damalige Landkreis Schwarzenberg, der als so genannte Freie Republik Schwarzenberg anfangs unbesetzt blieb. Am 3. Juli wurde dann ganz Sachsen außer einem kleinen Gebiet östlich der Lausitzer Neiße um Reichenau Teil der SBZ.

## Sowjetische Besatzungszone und Deutsche Demokratische Republik (1945–1990)

### Die Nachkriegszeit bis zur Auflösung der Länder in der DDR (1945–1952)
1945 wurde das Land Sachsen innerhalb der Sowjetischen Besatzungszone, bestehend aus dem ehemaligen Freistaat Sachsen und den Gebieten der preußischen Provinz Niederschlesien westlich der Oder-Neiße-Grenze (Oberlausitz), mit einer Gesamtgröße von 17.004 km², neu gebildet. Die sächsischen Gebiete des Landkreises Zittau östlich der Neiße gingen an Polen verloren.
Bei der Bodenreform im November 1945 wurde etwa ein Achtel der landwirtschaftlichen Nutzfläche Sachsens (1.212 Güter mit 260.000 ha Land) enteignet und an Neubauern vergeben. Dem Potsdamer Abkommen zufolge gingen die großen deutschen Unternehmen und das Eigentum der aktivsten Nationalsozialisten in die Verfügungsgewalt der Alliierten über. Im Mai 1946 übertrug die Sowjetische Militäradministration in Deutschland (SMAD) diese Güter den Landesverwaltungen der sowjetischen Besatzungszone.
Beim Volksentscheid in Sachsen am 30. Juni 1946 (Gesetz über die Übergabe von Betrieben von Kriegs- und Naziverbrechern in das Eigentum des Volkes) stimmten 77,6 % der Wahlbeteiligten für die Enteignung von mehr als 1.800 Betrieben. Einige große Unternehmen blieben in sowjetischer Hand. Einen besonderen Status besaß die im Jahr 1945 als sowjetische Aktiengesellschaft gegründete SDAG Wismut, die bei Johanngeorgenstadt mit dem Uranerzbergbau begann und noch bis zum Ende der DDR-Zeit – unter enormen Umweltschäden – Uranerz für das sowjetische Atombombenprogramm förderte.
Auch die bedeutenden Kulturgüter der zahlreichen sächsischen Schlösser und Herrensitze gelangten in staatliche Verwaltung. Dazu gehörten etwa 1.000 Gutsarchive und bedeutende Schlossbibliotheken (z. B. von Schloss Kuckuckstein und Schloss Gaußig), die man den Staatsarchiven zuordnete, sowie etwa 9.800 Kunstgegenstände, die in den Bestand der Dresdner Kunstsammlungen einflossen. Etwa 11.400 weitere Kunstwerke bildeten den Grundstock der in den Nachkriegsjahren gegründeten 130 sächsischen Museen.
Anfang Mai 1945 begann die für Sachsen zuständige KPD-Gruppe unter Anton Ackermann in Dresden mit ihrer politischen Arbeit. Die Landesverbände von SPD und KPD vollzogen in Sachsen bereits vor dem zonenweiten Zusammenschluss am 22. April 1946 die Zwangsvereinigung von SPD und KPD zur SED. Im Mai 1946 fand die erste beratende Versammlung der provisorischen Landesversammlung statt; Mittelpunkt der Beratung war die Vorbereitung eines Gesetzes über die entschädigungslose Enteignung von Unternehmen und Schaffung von Volkseigenen Betrieben.
Am 20. Oktober 1946 fand die erste Wahl zum sächsischen Landtag statt.
Zum ersten Ministerpräsidenten wurde der Sozialdemokrat Rudolf Friedrichs (1892 – Juni 1947) gewählt. Am 28. Februar 1947 wurde die Landesverfassung verabschiedet.
Am 23. Juli 1952 wurde Sachsen durch das „Gesetz über die weitere Demokratisierung des Aufbaus und der Arbeitsweise der staatlichen Organe in den Ländern der Deutschen Demokratischen Republik“ in die Bezirke Dresden, Leipzig und Chemnitz (Karl-Marx-Stadt 1953 bis 1990) geteilt und damit faktisch aufgelöst. Ein „sächsisches Selbstverständnis“ konnte per Gesetz aber nicht beseitigt werden. Ein kleiner Teil der Oberlausitz wurde dem Bezirk Cottbus zugeschlagen. Im Zuge von Grenzbereinigungen wurden einzelne Städte und Gemeinden von den Nachbarkreisen eingegliedert oder an diese angegliedert, so dass sich die Bezirksgrenzen gegenüber den ehemaligen Landesgrenzen verschoben.

### Sachsen in der DDR
Für die Zeit 1952 bis 1990 siehe: Geschichte der Deutschen Demokratischen Republik
Als Beispiel für das sächsische Selbstbewusstsein in dieser Zeit ist das Lied „Sing, mei Sachse, sing“ von Jürgen Hart geeignet. Die Sächsische Zeitung blieb als Organ der SED bestehen.

## Der Freistaat Sachsen nach der Deutschen Wiedervereinigung (seit 1990)

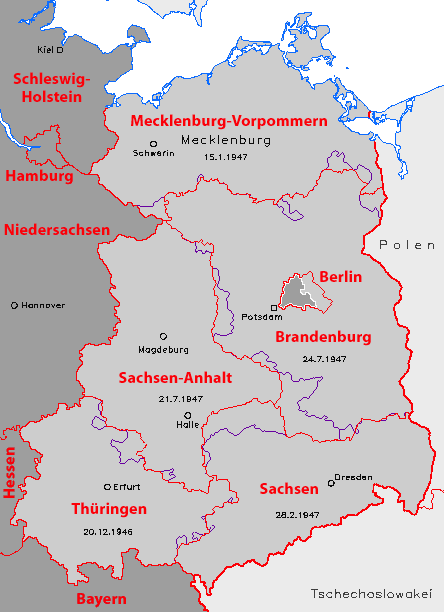
Die in der DDR bis 1952 existierenden Länder im Vergleich mit den 1990 neugegründeten Ländern

Das heutige Land Sachsen wurde am 3. Oktober 1990 durch Zusammenlegung der DDR-Bezirksterritorien Dresden, Chemnitz und Leipzig (ohne die Landkreise Altenburg und Schmölln) sowie der Landkreise Hoyerswerda und Weißwasser des südlichen Teils des Bezirkes Cottbus als Land der Bundesrepublik Deutschland neu gebildet. Am Ende des Monats nahm das Land offiziell den Titel „Freistaat“ an. Kleine, ehemals sächsische Gebiete, aus dem Landkreis Greiz die Gemeinden Cunsdorf und Görschnitz sowie die Stadt Elsterberg; aus dem Landkreis Schleiz die Gemeinden Langenbach, Thierbach, die Stadt Mühltroff und aus dem Landkreis Zeulenroda die Gemeinden Ebersgrün, Ranspach, Unterreichenau und die Stadt Pausa/Vogtl. kamen 1992 nach einem Bürgerentscheid von Thüringen wieder zum Freistaat Sachsen. Wegen der nach Kriegsende am 9. Juli 1945 erfolgten Eingliederung der westlich der Neiße gelegenen, oberlausitzischen Restgebiete der ehemaligen preußischen Provinz Niederschlesien (Landkreise Görlitz, Hoyerswerda und Weißwasser, ehemals Rothenburg (Oberlausitz)) und weil der Bezirk Leipzig am 25. Juli 1952 um die vorher zu Sachsen-Anhalt gehörenden Kreise Delitzsch, Eilenburg und Torgau erweitert wurde, ist der heutige Freistaat deutlich größer als es das Königreich zu seinem Ende war. Gleichwohl waren diese Gebiete schon bis zur Teilung des Landes 1815 Bestandteil des Kurfürstentums respektive Königreichs. Die 1952 an den Bezirk Cottbus abgetretenen Kreise Weißwasser und Hoyerswerda – bis auf den äußersten westlichen Zipfel um Ruhland, der beim Kreis Senftenberg im Land Brandenburg verblieb – wurden 1990 ebenfalls an Sachsen zurückgegliedert (s. o.).
Seit 1990 fanden Landtagswahlen in Sachsen statt. Die erste Landtagswahl fand am 14. Oktober 1990 statt. Die Sitzverteilung war: CDU 92, SPD 32, PDS 17, Bündnis 90/Die Grünen 10, F.D.P. 9 Sitze. Kurt Biedenkopf wurde zum ersten Ministerpräsidenten Sachsens nach der Wiedervereinigung gewählt.
Der Umbau der Verwaltung vom System der DDR zum bundesrepublikanischen System geschah unter Hilfe der Länder Baden-Württemberg und Bayern als Paten der Aufbauhilfe.
Durch die Währungsunion und die Wiedervereinigung 1990 und die Auflösung des Rates für gegenseitige Wirtschaftshilfe am 28. Juni 1991 kam es zu einem wirtschaftlichen Rückgang: Auflösen von Verträgen mit westlichen Handelspartnern, erhebliche Reduzierung der Produktion durch den Rückgang des Verkaufes sächsischer Waren, Entlassung von Arbeitern, Arbeitslosenanstieg, Betriebsstilllegungen, Insolvenzverfahren. Dem entgegenzuwirken wurden von Städten und Gemeinden, Gewerbegebiete zur Ansiedelung von Unternehmen angelegt und neue produktive Unternehmen mit guter Wirtschaftsentwicklung gegründet (beispielsweise VW-Werk Mosel, Siemensfabrik Dresden, Sachsenring AG Zwickau). Auch die Landwirtschaft wurde von den LPGs zu neuen Gesellschaften umstrukturiert.
In Sachsen hatte es in der Zeit der DDR bedeutende sowjetische Militäreinrichtungen und große Truppenkontingente in Gestalt der 1. Gardepanzerarmee mit Stab in Dresden, den ihr unterstellten Panzerdivisionen in Riesa (9.) und Dresden (11. Gardepanzerdivsion), der 20. Garde-motSchützendivision mit Stab in Grimma und der 105. Jagdbombenfliegerdivison mit Stab in Großenhain, welche dem 61. Fliegerkorps unterstellt war, gegeben. Der Abzug der sowjetischen Truppen begann im Januar 1991. Dabei galt es 340.000 Soldaten, 200.000 Zivilisten und 2,6 Mio. Tonnen Material sowie 4.000 Panzer, 8.000 gepanzerte Fahrzeuge, 3.500 Artilleriesysteme, 600 Flugzeuge, 600 Hubschrauber und 90.000 Kraftfahrzeuge nach Russland zu verlagern. Die Bundesrepublik finanzierte diese Truppenverlegung mit 12 Milliarden DM. Am 31. August 1994 wurden die letzten Einheiten feierlich verabschiedet. Hinzu kamen von der NVA als Großverbände die 7. Panzerdivision mit Stab in Dresden und großen Garnisonen in Frankenberg, Marienberg, Zeithain, Großenhain und Döbeln. Darüber hinaus gab es in Leipzig als Standort der Militärverwaltung des Militärbezirkes III eine Vielzahl an militärischen Einrichtungen sowie an mehreren Standorten in den drei sächsischen Bezirken Ausbildungseinrichtungen der Land- und Luftstreitkräfte der DDR. Hervorzuheben sind hier die Militärakademie in Dresden, die Offiziershochschulen in Kamenz, Bautzen, Löbau und Zittau sowie die Militärtechnische Schule der Luftstreitkräfte/Luftverteidigung in Bad Düben. Weiterhin sind Flugplätze mit entsprechenden Einheiten in Kamenz, Bautzen Rothenburg und Dresden zu nennen. Dazu kam noch der über 150 km² große Truppenübungsplatz in Nochten.

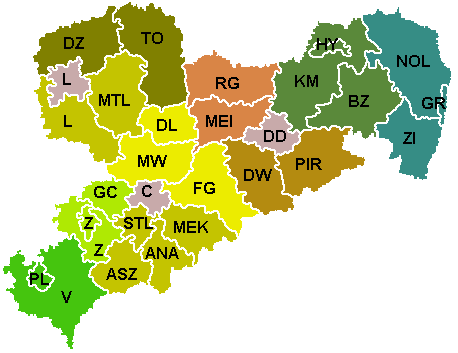
Die gleichfarbigen Landkreise wurden bei einer Kreisreform im Jahr 2008 zusammengefasst.

Am 6. Juni 1992 trat die Verfassung des Freistaates Sachsen in Kraft, wonach Sachsen wieder zum Freistaat wurde.
Am 1. August 1994 trat das „Sächsische Gesetz zur Kreisgebietsreform“ in Kraft, weil eine Reduzierung der Kreiszahl und eine Zusammenlegung von Gemeinden zu Großgemeinden notwendig geworden war. 1997 gab es daher 787 Gemeinden (1989 existierten 1623 Gemeinden), 7 kreisfreie Städte und 23 Landkreise. Eine Änderung des Gesetzes erfolgte im Jahr 1995.
Zur zweiten Landtagswahl am 11. September 1994 wurde die Anzahl der Mandate auf 120 verkleinert. Sitzverteilung: CDU 77, SPD 22, PDS 21 Sitze. Die CDU-Alleinregierung unter Kurt Biedenkopf wurde durch Landtagswahl am 19. September 1999 bestätigt. Sitzverteilung: CDU 76, SPD 14, PDS 30 Sitze. Kurt Biedenkopf gab das Amt des sächsischen Ministerpräsidenten 2002 an den CDU-Politiker Georg Milbradt ab.
Bei der Landtagswahl vom 19. September 2004 gelangten Bündnis 90/Die Grünen, FDP und NPD neu ins Parlament, die CDU verlor ihre absolute Mehrheit und bildete eine Koalition mit der SPD, die nur 0,6 Prozentpunkte mehr an Stimmen erhielt als die NPD. Georg Milbradt gab das Amt des sächsischen Ministerpräsidenten 2008 an den CDU-Politiker und gebürtigen Sachsen Stanislaw Tillich ab, der nach der Landtagswahl 2009 eine Koalition mit der FDP bildete. Im Jahr 2008 wurde darüber hinaus in Sachsen eine umfassende Kreisreform vollzogen. Aufgrund des demografischen Wandels und des damit einhergehenden Bevölkerungsschwunds wurden hierbei vor allem die bis dahin bestehenden Kreise und einige kreisfreie Städte zu größeren Einheiten zusammengefasst. Seit diesem Zeitpunkt gibt es nur noch zehn Landkreise und die kreisfreien Städte Leipzig, Dresden und Chemnitz.

## Filme
- Leitung Guido Knopp und Peter Arens, Autoren Jan Peter und Yury Winterberg: Die Deutschen II., 6 Teil, August der Starke und die Liebe, ZDF Enterprises GmbH, Gruppe 5 Filmproduktion GmbH, Köln 2010, ISBN 978-3-8312-9952-2.

### Gesamtdarstellungen
chronologisch nach Veröffentlichung; Neueste zuerst
- Steffen Raßloff: Mitteldeutsche Geschichte. Sachsen – Sachsen-Anhalt – Thüringen, Leipzig 2016, überarbeitete Neuausgabe Sax Verlag, Markkleeberg 2019, ISBN 978-3-86729-240-5.
- Frank-Lothar Kroll: Geschichte Sachsens. C. H. Beck, München 2014, ISBN 978-3-406-60524-6.
- Frank-Lothar Kroll (Hrsg.): Die Herrscher Sachsens. Markgrafen, Kurfürsten, Könige. 1089–1918. C. H. Beck, München 2007, ISBN 978-3-406-54773-7.
- Rainer Karlsch, Michael Schäfer: Wirtschaftsgeschichte Sachsens im Industriezeitalter. Edition Leipzig, Leipzig 2006, ISBN 3-361-00598-1.
- Katrin Keller: Landesgeschichte Sachsen. Ulmer, Stuttgart 2002, ISBN 3-8252-2291-8.
- Reiner Groß: Geschichte Sachsens. 2. Auflage. Edition Leipzig, Leipzig 2002, ISBN 3-361-00505-1.
- Walter Fellmann: Sachsen Lexikon. Koehler & Amelang, München/Berlin 2000, ISBN 3-7338-0234-9.
- Otto Kaemmel: Sächsische Geschichte. 6. Auflage. In der Überarbeitung von Manfred Kobuch und Weiterführung von Agatha Kobuch. Hellerau, Dresden 1999, ISBN 3-910184-01-4.
- Joachim Menzhausen: Kulturgeschichte Sachsens. Edition Leipzig, Leipzig 1997, ISBN 3-361-00628-7.
- Karl Czok (Hrsg.): Geschichte Sachsens. Böhlau, Weimar 1989, ISBN 3-7400-0062-7.
- Rudolf Kötzschke, Hellmut Kretzschmar: Sächsische Geschichte. Werden und Wandlungen eines Deutschen Stammes und seiner Heimat im Rahmen der Deutschen Geschichte. 2 Bände. Heinrich, Dresden 1935, DNB 560636369 (Neudruck. Flechsig, Würzburg 2002, ISBN 3-88189-450-0).
- Konrad Sturmhoefel: Illustrierte Geschichte der sächsischen Lande und ihrer Herrscher. 2 Bände. Hübel & Denck, Leipzig 1898/1909, DNB 560957823.

### Zeitabschnitte
chronologisch; beginnend mit Vorgeschichte
- Judith Oexle (Hrsg.): Sachsen. Archäologisch. 12000 v. Chr.–2000 n. Chr (=  Katalog zur Ausstellung „Die Sächsische Nacht“. 26. Mai–30. Dezember 2000. Landesamt für Archäologie Sachsen mit Landesmuseum für Vorgeschichte, Dresden). Landesamt für Archäologie Sachsen, Dresden 2000, ISBN 3-910008-23-2.
- Karlheinz Blaschke: Geschichte Sachsens im Mittelalter. C. H. Beck, München 1991, ISBN 3-406-31722-7.
- Karlheinz Blaschke: Sachsen im Zeitalter der Reformation (= Schriften des Vereins für Reformationsgeschichte. Band 185). Gütersloher Verlagshaus, Gütersloh 1970, DNB 456132724.
- Helmar Junghans (Hrsg.): Das Jahrhundert der Reformation in Sachsen. 2. Auflage. Evangelische Verlagsanstalt, Leipzig 2005, ISBN 3-374-02311-8.
- Uwe Schirmer (Hrsg.): Sachsen im 17. Jahrhundert. Krise, Krieg und Neubeginn. (= Schriften der Rudolf-Kötzschke-Gesellschaft. Band 5). Sax, Beucha 1998, ISBN 3-930076-67-5.
- Uwe Schirmer (Hrsg.): Sachsen 1763–1832. Zwischen Rétablissement und bürgerlichen Reformen. (= Schriften der Rudolf-Kötzschke-Gesellschaft. Band 3). 2. Auflage. Sax, Beucha 2000, ISBN 3-930076-23-3.
- Guntram Martin, Jochen Vötsch, Peter Wiegand (Hrsg.): 200 Jahre Königreich Sachsen. Beiträge zur sächsischen Geschichte im napoleonischen Zeitalter (= Saxonia. Band 10). Sax-Verlag, Beucha 2008, ISBN 978-3-86729-029-6.
- Jörg Ludwig, Andreas Neemann: Revolution in Sachsen 1848/49. Darstellung und Dokumente. Sächsische Landeszentrale für Politische Bildung, Dresden 1999, DNB 957196326.
- Simone Lässig, Karl Heinrich Pohl (Hrsg.): Sachsen im Kaiserreich. Politik, Wirtschaft und Gesellschaft im Umbruch. Böhlau, Köln/Weimar/Wien 1997, ISBN 3-412-04396-6.
- Karl Heinrich Pohl: Sachsen 1923. Das linksrepublikanische Projekt – eine vertane Chance für die Weimarer Demokratie? Vandenhoeck & Ruprecht, Göttingen 2022, ISBN 978-3-525-31143-1.
- Claus-Christian W. Szejnmann: Vom Traum zum Alptraum. Sachsen in der Weimarer Republik. Kiepenheuer, Leipzig 2000, ISBN 3-378-01045-2.
- Clemens Vollnhals (Hrsg.): Sachsen in der NS-Zeit. Kiepenheuer, Leipzig 2002, ISBN 3-378-01057-6.
- Günther Heydemann, Jan Erik Schulte, Francesca Weil (Hrsg.): Sachsen und der Nationalsozialismus (= Schriften des Hannah-Arendt-Instituts für Totalitarismusforschung. Band 53). Vandenhoeck & Ruprecht, Göttingen 2014, ISBN 978-3-525-36964-7.
- Mike Schmeitzner, Clemens Vollnhals, Francesca Weil (Hrsg.): Von Stalingrad zur SBZ. Sachsen 1943 bis 1949 (= Schriften des Hannah-Arendt-Instituts für Totalitarismusforschung. Band 60). Vandenhoeck & Ruprecht, Göttingen 2016, ISBN 978-3-525-36972-2.
- Rainer Behring, Mike Schmeitzner (Hrsg.): Diktaturdurchsetzung in Sachsen. Studien zur Genese der kommunistischen Herrschaft 1945–1952 (= Schriften des Hannah-Arendt-Instituts für Totalitarismusforschung. Band 22). Böhlau, Köln/Weimar/Wien 2003, ISBN 3-412-14802-4.
- Michael Richter: Die Friedliche Revolution. Aufbruch zur Demokratie in Sachsen 1989/90 (= Schriften des Hannah-Arendt-Instituts für Totalitarismusforschung. Band 38). 2 Bände. Vandenhoeck & Ruprecht, Göttingen 2010, ISBN 978-3-525-36914-2.
- Michael Richter: Die Bildung des Freistaates Sachsen. Friedliche Revolution, Föderalisierung, deutsche Einheit 1989/90 (= Schriften des Hannah-Arendt-Instituts für Totalitarismusforschung. Band 24). Vandenhoeck & Ruprecht, Göttingen 2004, ISBN 3-525-36900-X.
- Konstantin Hermann (Hrsg.): Sachsen seit der friedlichen Revolution. Tradition, Wandel, Perspektiven (= Saxonia. Band 12). Sax-Verlag, Beucha 2010, ISBN 978-3-86729-072-2.

### Geschichtsatlas
- Philologisch-Historische Klasse der Sächsischen Akademie der Wissenschaften zu Leipzig, Landesvermessungsamt Sachsen, Karlheinz Blaschke (Hrsg.): Atlas zur Geschichte und Landeskunde von Sachsen. Sächsische Akademie der Wissenschaften, Leipzig 1997 ff.[31]

### Einzelthemen
Demografie
- Volkmar Weiss: Bevölkerung und soziale Mobilität. Sachsen 1550–1880. Akademie, Berlin 1993, ISBN 3-05-001973-5 (PDF; 24 MB).
- Karlheinz Blaschke: Bevölkerungsgeschichte von Sachsen bis zur industriellen Revolution. Böhlau, Weimar 1967, DNB 456132708.

Pfalzgrafen
- Carl Pfaff: Die Pfalzgrafen von Sachsen. In: Geschichte des Pfalzgrafenamtes nach seiner Entstehung und Bedeutung. gedruckt bei Eduard Anton, Halle 1847.
- Eduard Gervais: Geschichte der Pfalzgrafen von Sachsen, von dem Entstehen der Pfalzgrafenwürde in diesem Lande bis zur Vereinigung derselben mit dem Landgrafenthum Thüringen. In: Neue Mittheilungen aus dem Gebiete historisch-antiquarischer Forschungen. Band 4 (1840) und Band 5 (1841)
- Christian August Heinrich Heydenreich: Entwurff einer Historie derer Pfaltz-Grafen zu Sachsen: Von deren Ursprung an bis auf d. Zeiten Friderici Bellicosi. Des Ersten Glorwürdigsten Chur-Fürstens zu Sachsen, aus dem Marggräfl. Meißnischen Hause, … Mit nöthigen Stamm-Taf. u. Kupfern versehen. 1740.